# Kalotaszeg
Kalotaszeg (románul: Țara Călatei) tájegység Romániában, részben Erdélyben, a valamikori Magyar Királyság területén, Kolozsvártól nyugatra. Nyugat-Románia kevés tömbmagyar területeinek egyike, régi erdélyi magyar népi hagyományok őrzője.

## Elnevezése

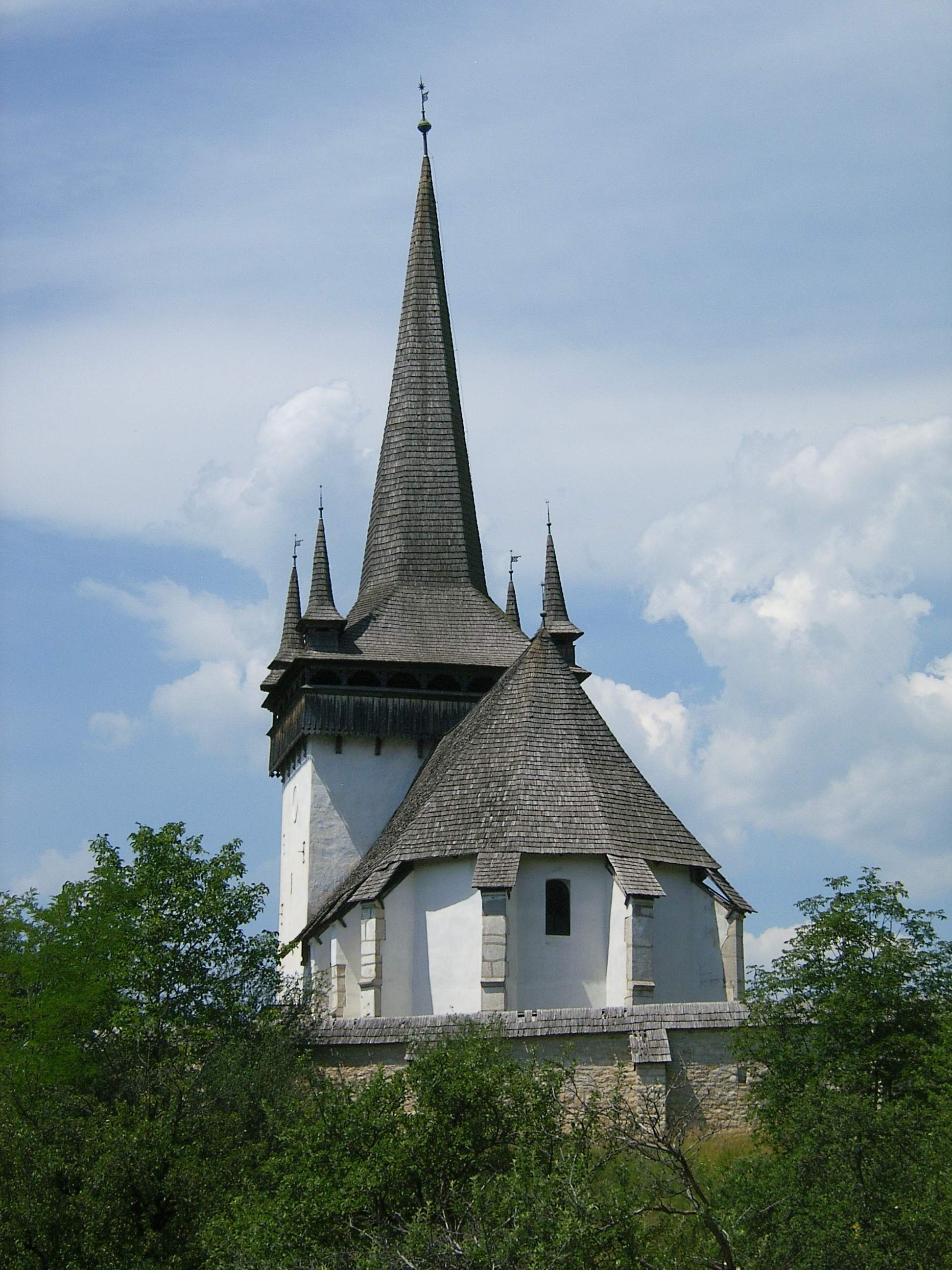
Magyarvalkó református temploma

Nevét a honfoglaló magyarok itt letelepedett Kalota nemzetségéről kapta. „Kalota” néven valamikor sokkal nagyobb területet neveztek, Kelemen Lajos Kalotaszeg történelmi és műemlékei című tanulmánya szerint a középkorban a Berettyótól a Sebes-Körösig terjedő vidéket. A mai tájegység Kolozsvártól nyugatra fekszik, de tőle északra és keletre is vannak falvak, amelyek néphagyományaik alapján rokonságot mutatnak Kalotaszeggel. A hajdani Kalota-vidékre utaló helynév volt még a 16. században is Nagyvárad mellett Kis-Kalota és a Sebes-Körös bihari völgyében Közép-Kalota. Ugyanezt őrzi a szomszédos Kalota-havas neve is.

## Földrajz
Kalotaszeg szomszédai északról és keletről a Mezőség, délről Aranyosszék, nyugatról Bihar megye. Kalotaszeg Kós Károly megfogalmazása szerint azt az „eredetileg a Vlegyásza lábánál elterülő kicsiny háromszögletű földterületet jelenti, melyet a Bánffyhunyad alatt összeömlő Sebes-Körös és Kalota vizei fognak be. Tágabb értelemben Kolozsvár megyének azt a területét, amely a Kolozsvár-Nagyvárad vasútvonal, illetve országút közepén és két oldala mentén Kolozsvártól egészen Csucsáig terül el és amelyet délen a Gyalui-havasok északi, nyugaton a Vlegyásza-havas és a Meszes-hegység keleti lába foglalnak be.”
Kalotaszeg három fő része: a Felszeg a nyugati havasoknál, az Alszeg az Almás-patak mentén és a Nádasmente Kolozsvárhoz közel. Kalotaszeghez tartozónak tekintjük még a Kapus völgyi Kapus-vidéket és az Átmeneti-vidéket is Kolozsvár környékén. Gyakran emlegetik Kalotaszeg részeként az ún. peremvidéket is, melybe tartozó települések meghatározása forrásonként eltérő lehet.

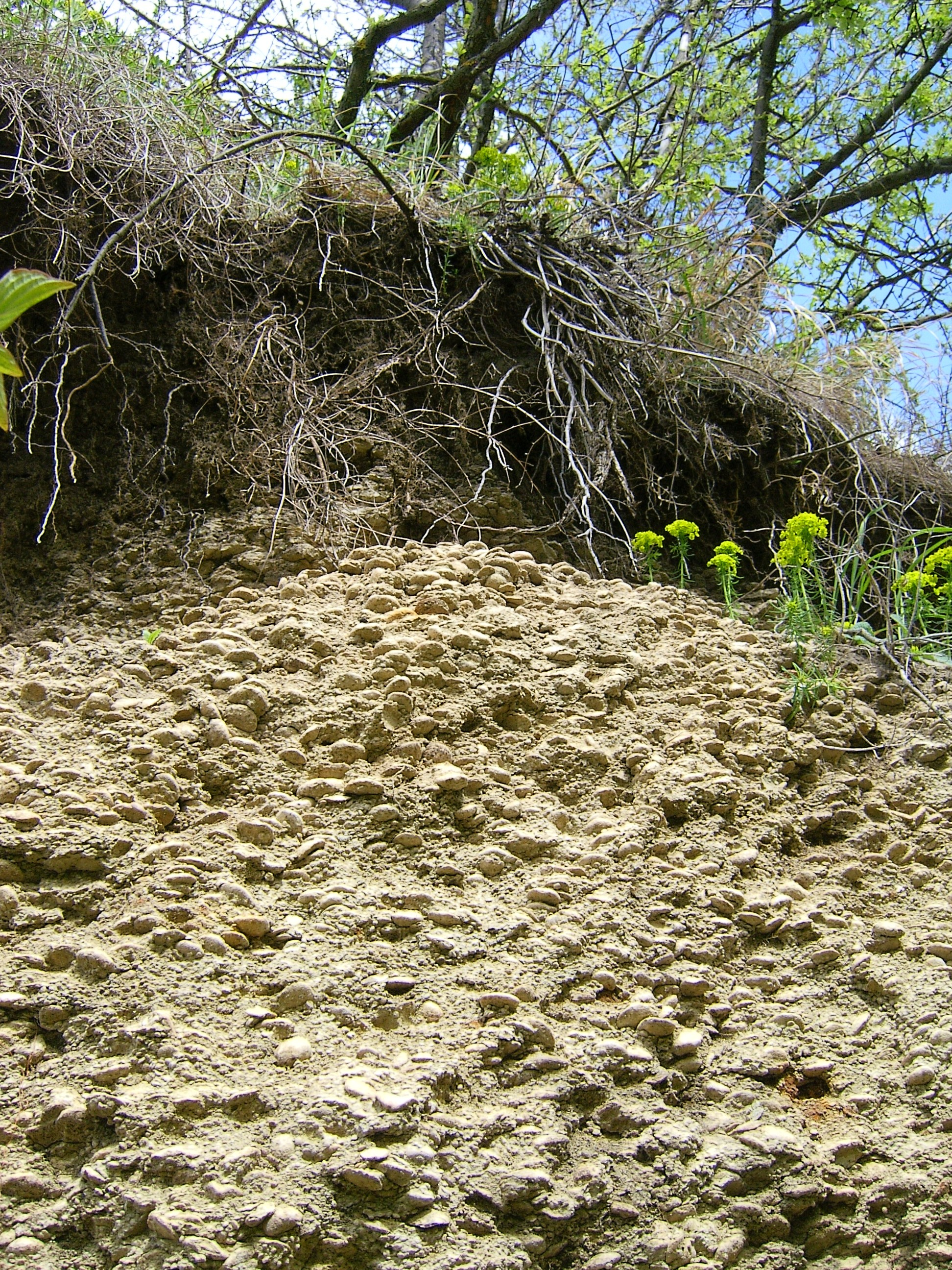
Nummulinás mészkőképződmény Magyarvalkó határában

Kalotaszeg földterületének kialakulása a földtörténet ókorában kezdődött meg. Körülbelül 350 millió évvel ezelőtt alakult ki egy hatalmas, a Variszkuszi-hegységrendszerhez tartozó hegység, amelynek egyik darabja a mai Gyalui-havasok. Ennek északi nyúlványa alkotja Kalotaszeg déli határát. A Gyalui-havasok helyén megrepedt a mélyben a Föld szilárd kérge, a mélyebb részek izzó lávája benyomult a szilárd kéregbe és ennek eredményeképpen alakult ki a Gyalui-havasok közepe, mely az Öreg-havasban (Muntele Mare) 1827 m magasra emelkedik. A Gyalui-havasoktól északnyugatra, Kalotaszeg nyugati oldalán a földtörténeti középkor felső részében (kréta korszak) észak-déli irányú, felületig ható mély törés keletkezett a szilárd kérgen és ezen át nagy tömegű láva ömlött ki a Föld felületére. A megszilárdult lávatömegbe vágódott be a földtörténeti újkor legfiatalabb részében, a negyedkorszakban a Nagy Sebes, (Dregán)-patak és a Sebes-patak, melynek felső folyását Székelyjó-pataknak – völgynek – nevezik. A Kalotaszeg nyugati határát alkotó dacit-tömegből kialakult az 1838 m magasra emelkedő Kalota-hegység (Vlegyásza). A kréta korszak vége és a földtörténeti újkor közti átmeneti időben délről a Gyalui-havasok nedves, meleg, trópusi területéről a kőzetek málladékát lehordták a zivatarok vizei a Kalota-hegy és Gyalui-havasok közti szegletbe a hegyek lábához és a Gyalui-havasok keleti oldalán a mélyen fekvő területekre. A földtörténeti újkor elején - körülbelül 60 millió évvel ezelőtt - megsüllyedt ez a terület és a Kalota-hegy és a Gyalui-havasok közé, valamint a Gyalui havasok keleti oldalára az egykor Erdély helyén levő Erdélyi-medence tengere nyomult. Ebből a tengerből származnak a 40-50 millió éves óriási eukarióta egysejtűek megkövesedett maradványai, az óriási egysejtű nummuliteszek (nummulinás mészkő), vagy ahogy a legenda nevezi, Szent László pénzei. Azután megemelkedett a terület és a tenger visszahúzódott róla. A Vlegyásza és a Gyalui-havasok trópusi éghajlat alatt való lepusztulásából a mélyben ismét sivatagi rétegek rakódtak le, melyekben Andrásházán a legősibb orrszarvú és más ősállat (Titanotherium-féle) megkövesedett csontjait találták meg. A kalotaszegi-medencétől kelet felé, a Gyalui-havasok északkeleti oldalán a Gyerőfalva-Egerbegy-Gyalu-Magyarléta vonaltól északkeletre a kréta korszakban tenger volt. Ennek mészkőszirtjén áll a létai Géczy-vár. A földtörténeti újkor harmadkorszakának második felében a Kárpátok nagyarányú felgyűrődésével, kiemelkedésével kapcsolatban megemelkedett az egész terület és szárazra került. Megkezdődött Kalotaszeg mai folyóvizeinek, mai földrajzi képének kialakulása. A Kalota-hegyről a terület természetes lejtésének megfelelően kelet felé az Ős-Kapus és Ős-Nádas-patak Kolozsvár felé folytak és ömlöttek bele az Ős-Kis-Szamosba. Az újkor negyedkorszakában a Gyalui-havasok északi nyúlványa folytatásában, Sztána község irányában magasra emelődött a terület, boltozat alakult ki. Ennek a felboltozódásnak a Körösfő felett emelkedő, gyönyörű kilátású 747 m magas Riszeg-hegy a központja, ami egyúttal Kalotaszeg fő vízválasztója. A Riszeg-hegy északi oldalán kialakult az Almás-patak, melynek eredeténél a Firza- és Darogna-patak annyira megközelítették a Kalotaszegi-medence északi peremén folyó Köröst, hogy hátravágódásukkal vizét elvezetéssel fenyegetik. Ezt elősegíti az, hogy ez a terület mélyebben van, mint a tulajdonképpeni Kalotaszegi-medence. Míg Bánffyhunyad, a Kalotaszegi-medence központja 554 m magasan van, s ezért területét a nép Felszegnek nevezi, addig az Almás-völgyében Magyarbikal és Ketesd után következő Alsófüld csak 351 m magasan van, tehát 200 m-rel alacsonyabban. Váralmás már csak 315 m magasan van a tenger színe felett. Ezért nevezi a nép az Almás-völgyét Alszegnek. A negyedkorszakban kialakultak Kalotaszeg folyóvizei: a Kis-Szamosba ömlő Nádas-, Kapus- és a délről belefolyó Fenes-patak, a Körös a Kalotával, Sebes- és Nagy-Sebes-patakkal alkotta a Sebes-Köröst, az Almás-patak mellékvizeikkel. Ezek a kialakuló vizek fokozatosan mélyebbre vágódva kialakították völgyeiket a közöttük levő szelíd hegy- és dombvidéket, melynek a Kalota-hegység, a Gyalui-havasok és a Meszes-hegység ad keretet.

## Növényzet

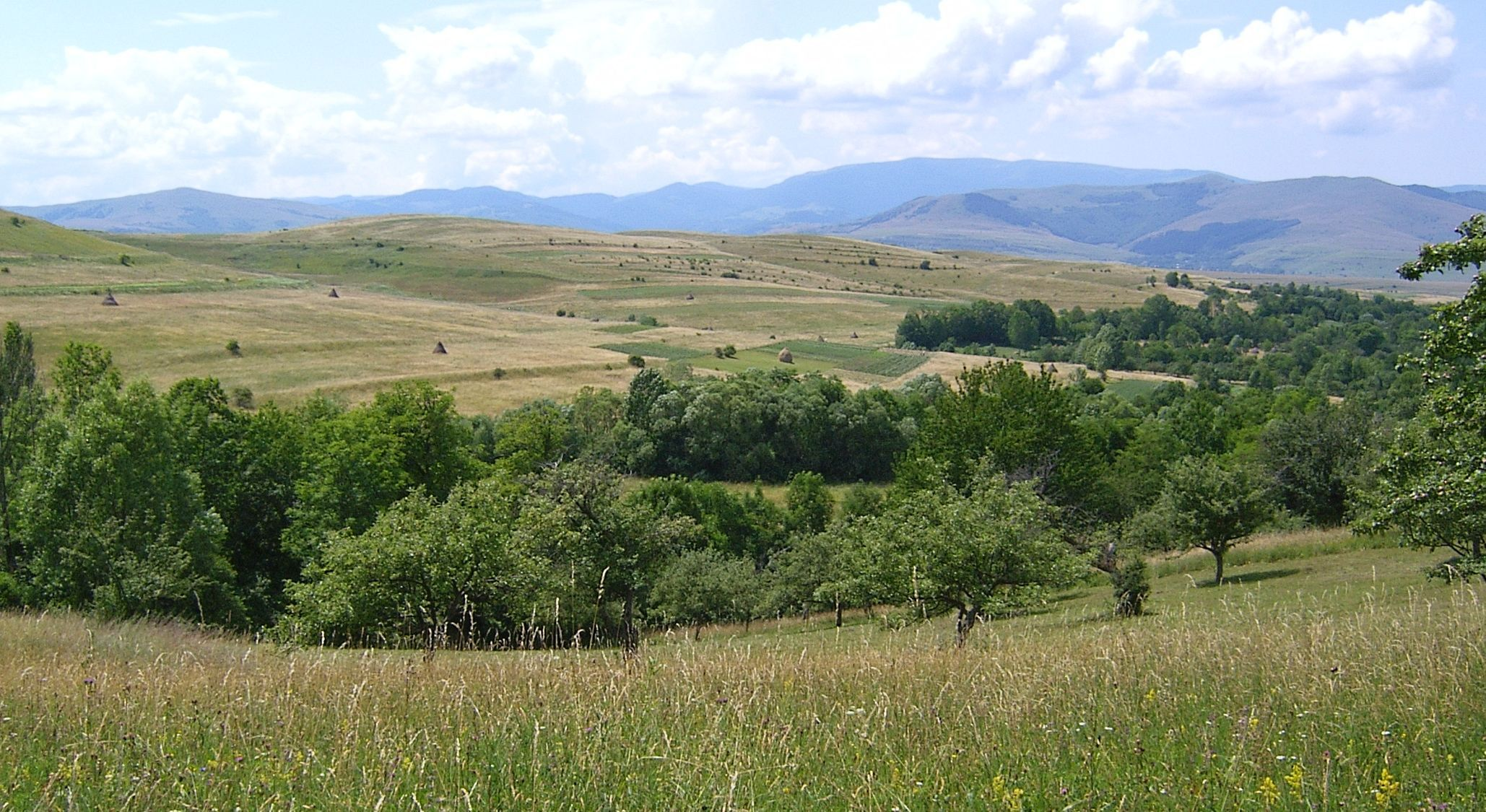
Kalotaszegi táj

„Túlnyomó része egyhangú, kietlen, sőt szomorú föld. Kopasz, köves dombok, esőmosott árkokkal szaggatott hegyoldalak, fátlan sovány kaszálók és legelők, sátés, vizes rétek, kínosan művelt oldalas szánták egyhangú, lehangoló egymásutánja… Majd csodálatosan szép vidék: tölgy és bükkerdő, vad gyütnölesfákkal tarkított virágos, illatos kaszálók, mint ültetett, gondozott angolpark…” (Kós Károly: Kalotaszeg)
Kalotaszeg jelenlegi növénytakarója a harmadkor végén bekövetkezett eljegesedési periódusok alatt és főleg után, a negyedkorban alakult ki, a természeti tényezők és az ember tájképalakító tevékenységének hatására. Az így kifejlődött növényzet változatossá tette a tájat és biztosította a települések életéhez szükséges táp- és nyersanyagforrások jelentős részét. Napjainkban is az erdők és a rétek erős emberi beavatkozás alatt állnak, de sok helyen a növénytakaró még természet közeli arculatát őrzi.
A Kalotaszegi medence területén hozzávetőleg 750 virágtalan és virágos növényfaj él, melyek közül egyesek csak az Erdélyi-Szigethegységben és a Kárpátokban kialakult és itt előforduló ún. kárpáti bennszülött növényfajok, mások ritka, kipusztulással veszélyeztetett növények, melyek kiemelkedő botanikai értékeket képviselnek

## Történelem

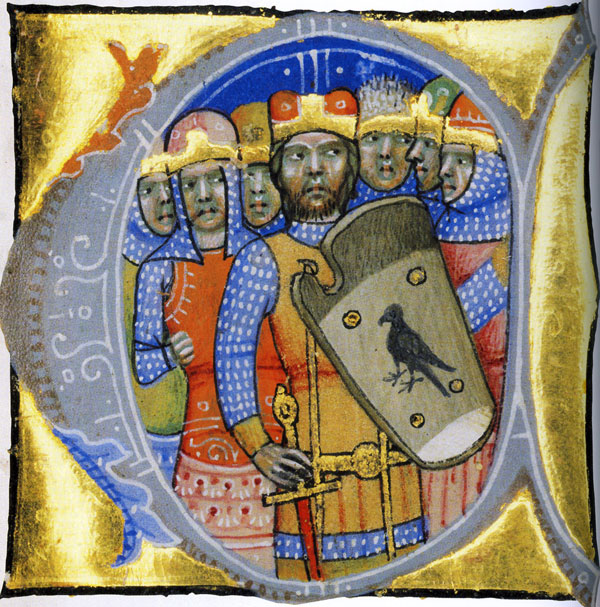
A honfoglaló hét vezér ábrázolása a Képes krónikában

A Kalotaszeg nevet – Kalathazeg formában – egy 1433-as oklevél említette először, Heltai Gáspár krónikájában. Kalotaszeg falvainak a neve azonban már a 12. században előfordul az oklevelekben, illetve a birtokosztozkodó levelekben és egyéb okmányokban: Kapus 1130 és 1140-ben, Szentlászló 1196 és 1285-ben, Jákótelke 1214-ben, Gyerőmonostor 1241-ben, Gyalu 1246-ban, Bikal 1249-ben, Méra 1269 és 1299-ben, Körösfő 1276-ban. Fenes 1285-ben, Szentkirály-Zentelke 1288-ban, Szucság 1290-ben, Bábony 1291 és 1296-ban, Lóna 1298-ban, Bogártelke 1299-ben, Léta 1322-ben, Valkó 1330-ban, Hunyad pedig 1332 és 1337-ben, illetve ettől kezdődően szerepelt a történeti forrásokban. A mai Kalotaszeg már csak utolsó, keleti maradványa annak a Kalota nevű nagy területnek, amely a középkorban a Berettyó folyótól a Sebes-Körös forrásvidékéig tartott és sokáig Bihar megyéhez is tartozott. A Rétköz, Sebes, Sebes-Körös, Kiskörös, és Berettyó által körülzárt falvak összefoglaló neve Kiskalota volt. Ennek folytatása a Kisköröstől keletre a Berettyó és Sebes-Körös között az Erdély határáig nyúló Középkalota. A mai Kalotaszeget hívták régi nevén Kalotának.
A Csongrád, Békés és Bihar megyét benépesítő Ond törzsből származhattak a területet a honfoglalás idején benépesítő magyarok. A 13. században élt Kézai Simon, IV. László udvari papjának a Gesta Hungarorum című krónikája szerint az Etelközből érkező magyarok a Keleti-Kárpátok szorosain áthaladva Erdélyben megpihentek, majd innen folytatták útjukat az Alföld felé. Azonban az utánuk jövő besenyők támadásának feltartására öt nemzetséget hagytak hátra és telepítettek le Erdélyben. Ezek közül a mai Kalotaszeg területét, Körösfőtől a Marosig a Mikola nemzetség szállta meg, míg délebbre és Torda körül a Szíl-Kalocsa nemzetség telepedett le. Tulogdy János Kalotaszeg földrajza című munkája szerint honfoglaló őseink 896 táján jutottak el Kapusig, ahol a Kapus-patak völgyében gyepűvonal húzódott. Az ezen a területen lévő gyér szláv településen a Szíl nemzetség utódai telepedtek meg – akiket már a 13. század elején a Kalota-patakról Kalota nemzetségnek neveztek –, amelyből a Gyerőffy, Mikola, Kemény, Radó, Kabos, illetve a bikali Vitéz és Valkai, a farnasi Veres, a szentlászlói Zsuky (Suky) családok származtak. István király országépítő munkája során megszervezte a vármegyéket és az egyházmegyéket. Ekkor került sor arra is, hogy a nemzetségi birtokok nagy részét a királyi vármegyékhez csatolta. Ennek kapcsán került a Mikolák Nádas menti birtoka Szászfenestől Körösfőig, Gyalu központtal az Erdélyi Püspökség tulajdonába. A románok az 1300-as években jelentek meg Kalotaszeg déli részein, és innen terjedtek-húzódtak be fokozatosan Kalotaszeg belseje felé. Kalotaszeg központja, Bánffyhunyad mint a hajdani királyi birtok része, az 1450-es években jutott a losonci Bánffyak tulajdonába. Az Erdélyi Fejedelemség idején Erdély politikai életében is szerepet játszó Jósikák – és ezek leányági leszármazottai – az első világháborút követő hatalomváltásig szintén jelentős részbirokokkal voltak jelen ezen a tájon. Kalotaszeg földje és magyar népe gyakran esett áldozatul a tatár és török dúlásoknak, a kuruc-labanc harcoknak, az 1848–49-es pusztításoknak, az első és második világháborút követő bosszúknak-megtorlásoknak, diktatúráknak és az erőszakoskollektivizálásnak, erőltetett iparosításnak. Kalotaszeg magyarsága is egyre fogy, amelyet gyakran önhibája, „egykézése” is elősegít, akarva akaratlanul teret engedve a többnyire az Erdélyi-Szigethegység felől érkező betelepülőknek. 1945-ben még kb. 32.000 főt tett ki a kalotaszegi magyarság, míg az 1992-es népszámláláskor már csak 22.654 személy vallotta magát magyarnak.

## Néprajz

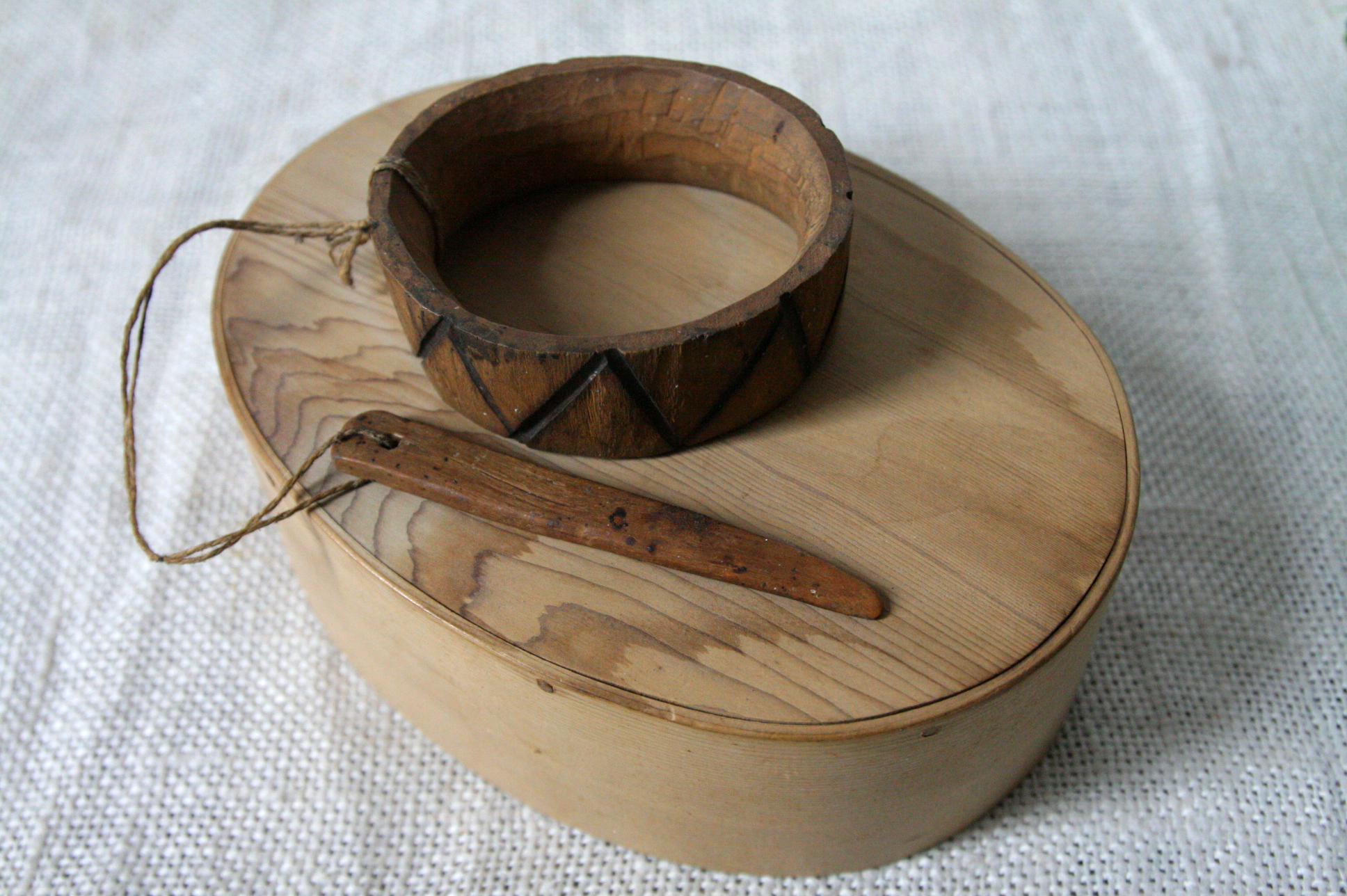
Faragott kalotaszegi kontykarika

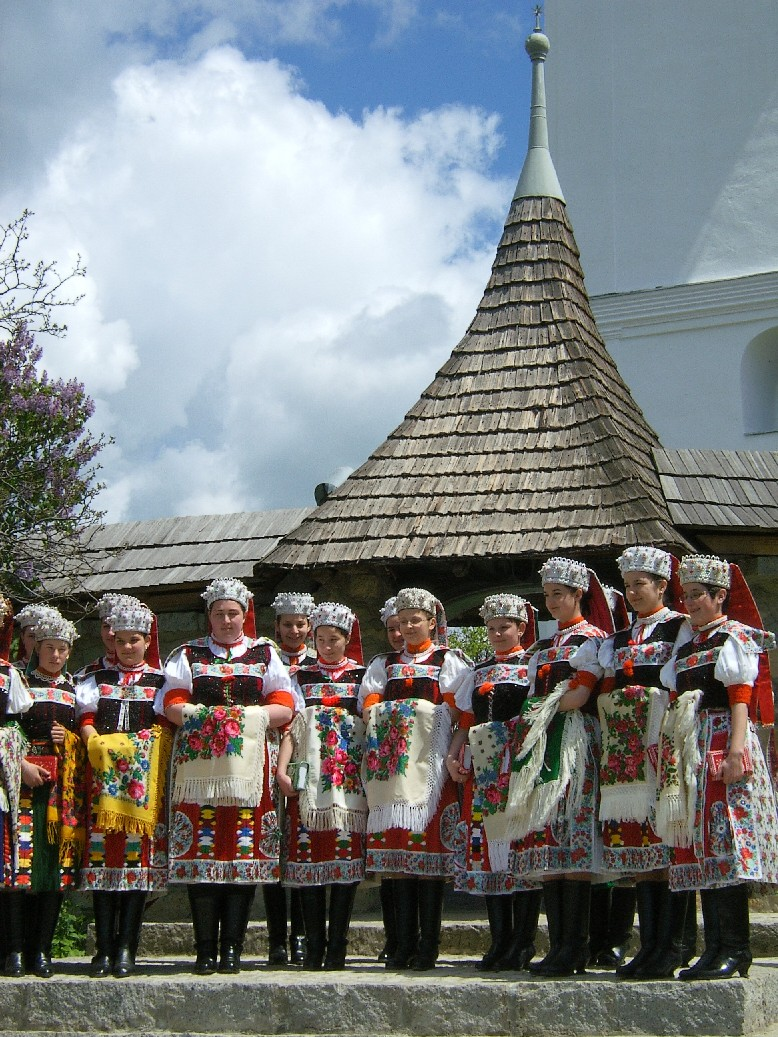
Pünkösdi pompa Körösfőn

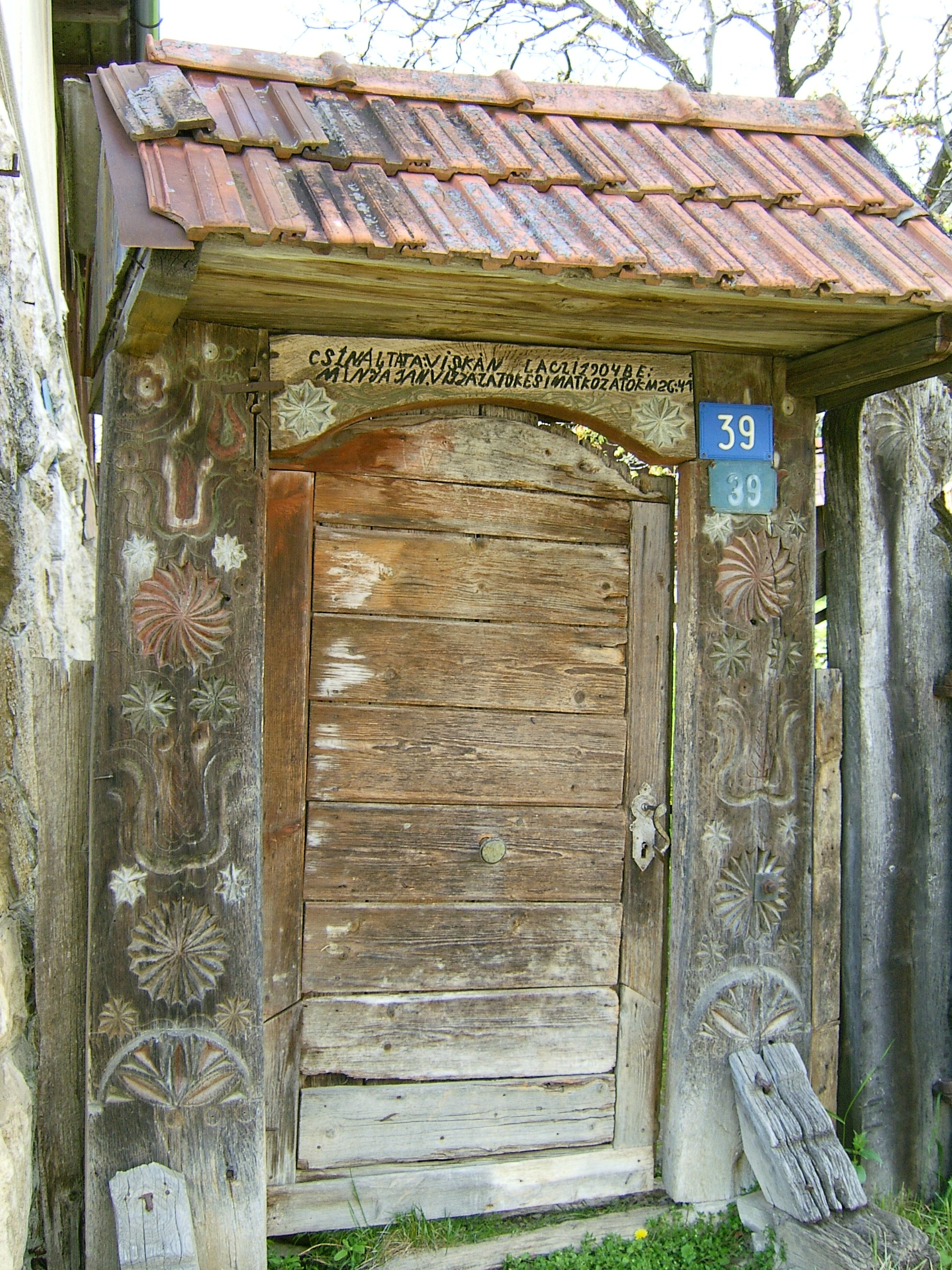
Nyárszói faragott utcaajtó

A magyar népművészet újrafelfedezése a kalotaszegi hagyományok népszerűvé válásával kezdődött az 1880-as években, miután Gyarmathy Zsigáné felélesztette a varrottas kézimunkák készítését és a kalotaszegi hímzések  európai hírnévre tettek szert. A kalotaszegi népművészet hatással volt magyar szecessziós iparművészek gödöllői csoportjára és Kós Károly művészetére .
A kalotaszegi népművészet jelentős eleme a kalotaszegi népzene és tánc és a kalotaszegi népviselet is. Érdemes említést tenni Kalotaszeg népi építészetéről, a parasztházakról, nemesi udvarházakról és érdekességként a kalotaszegi régi malmokról is.

### Kalotaszegi varrottas
Írásos hímzéssel először a konfirmálásra készült női vállfűs ingeket díszítették.
Az írásos hagyományos színei – a funkciónak és használójának kora szerint - a piros, fekete, valamint sötétkék. Egy munkadarabot egy színnel varrtak ki.
A második világháborút követően a vállfűs ingek használata és emiatt a készítése is szinte megszűnt. Az írásos hímzés fokozatosan átkerült a párnákra, lepedőkre, terítőkre, kendőkre, de díszítettek írásossal falvédőt, ágyterítőt és szinte mindent.
Az elnevezés onnan ered, hogy az íróasszonyok előrajzolták, írták a hímezni való mintát a vászonra.

### Kalotaszegi népviselet
A kalotaszegi népviselet különleges színgazdagságának, díszességének köszönhetően a magyarság egyik legismertebb hagyományos népviselete.
Napjainkban egyházi ünnepek, családi események (esküvő, keresztelő, konfirmáció, temetés) alkalmával van lehetőség megpillantani az eredeti viselet egy-egy régebbi darabját. A tisztaszobák mélyén lapuló és egyre fogyó öltözékek azonban mind ritkábban kerülnek elő.

### Kalotaszegi fafaragások
Kalotaszeg a faépítkezés és a fafaragó művészet jeles területe. Egykor fából készültek a házak és a csűrök, a templomok és a haranglábak, a temető fejfái és a mindennapi élet eszközei. Minden, ami fából épült, tökéletes építészeti szerkezete mellett a faragott hímességekkel a kalotaszegi magyarság páratlan művészi érzékéről tanúskodott.

## Templomépítészet és belső díszítés

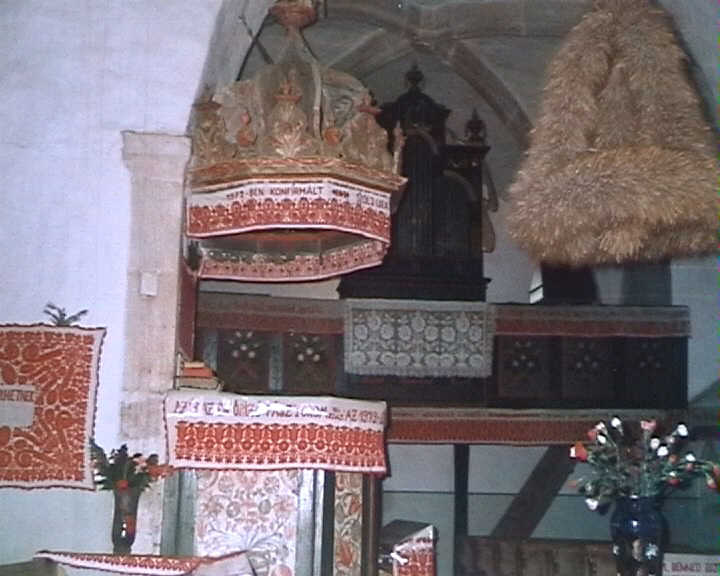
Magyarvistai templombelső

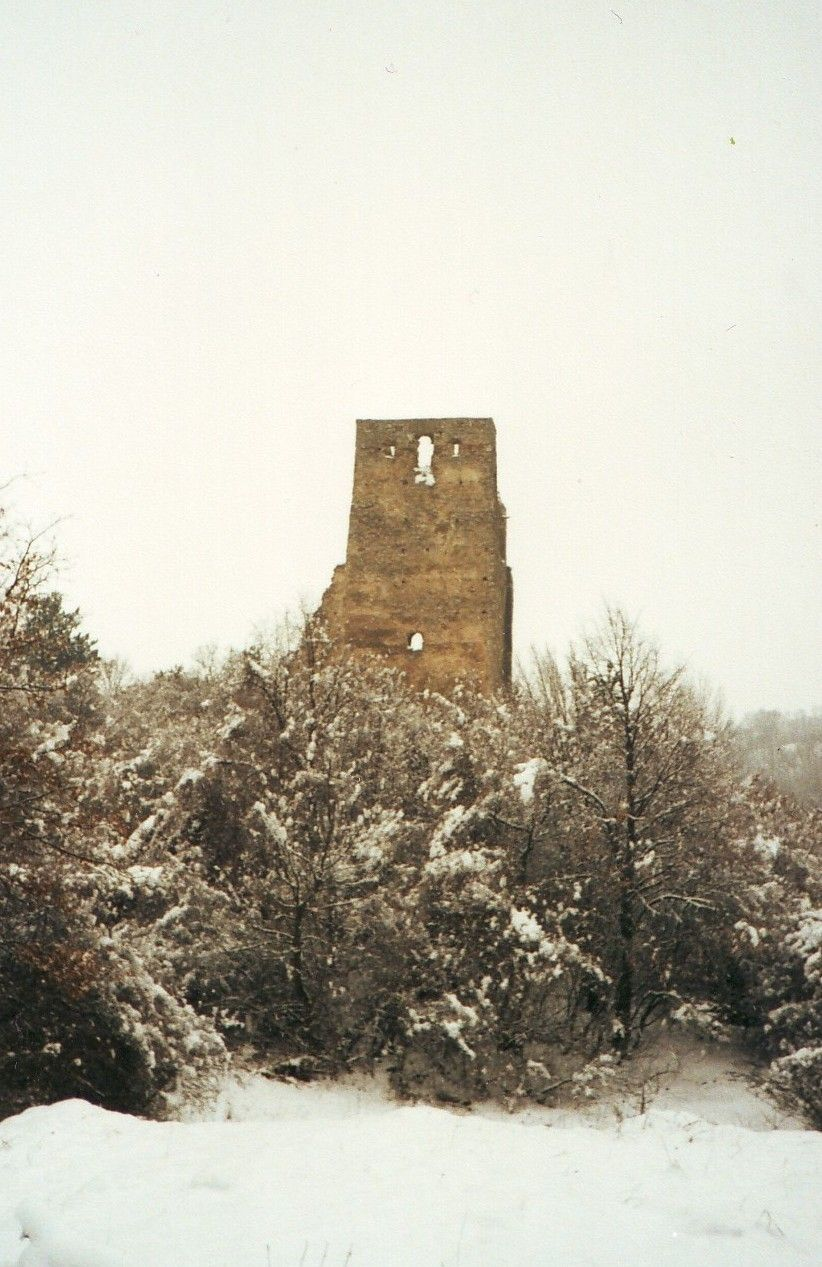
Almási vár

Kalotaszeg templomai többségében református templomok, amelyek szinte kivétel nélkül középkori építésű, főleg gótikus stílusú műemléképületek. Kalotaszeg a templomépítészet szempontjából az egyik legegységesebb arculatú magyar tájegység. A templomokhoz jellemzően négy fiatornyos torony tartozik. A templomok belsejét igen gazdagon díszítették. Jellemző a festett fakazettás mennyezet. A templombelsők népies festészete a 17-18. században virágzott, a kalotaszegi festőasztalosok munkásságának köszönhetően. A templomokban gyakran találunk díszesen faragott festett szószéket. A templomok kincsei közé tartoznak a régi kalotaszegi varrottasok.

## Kalotaszeg várai
Kalotaszeg várai közé tartozik az az öt vár, amely a középkorban az Erdélyben található Kalotaszeg vidékét védelmezte: Sebesvár vára, az Almási vár, Egeres vára, Léta vára, a Gyalui vár és a korán elpusztult Szászfenesi Leányvár, Magyarbikali Farkasvár valamint Bedecs vára. Kós Károly Varjúvárát csak a neve miatt említjük itt.

## Kalotaszeg népi építészete

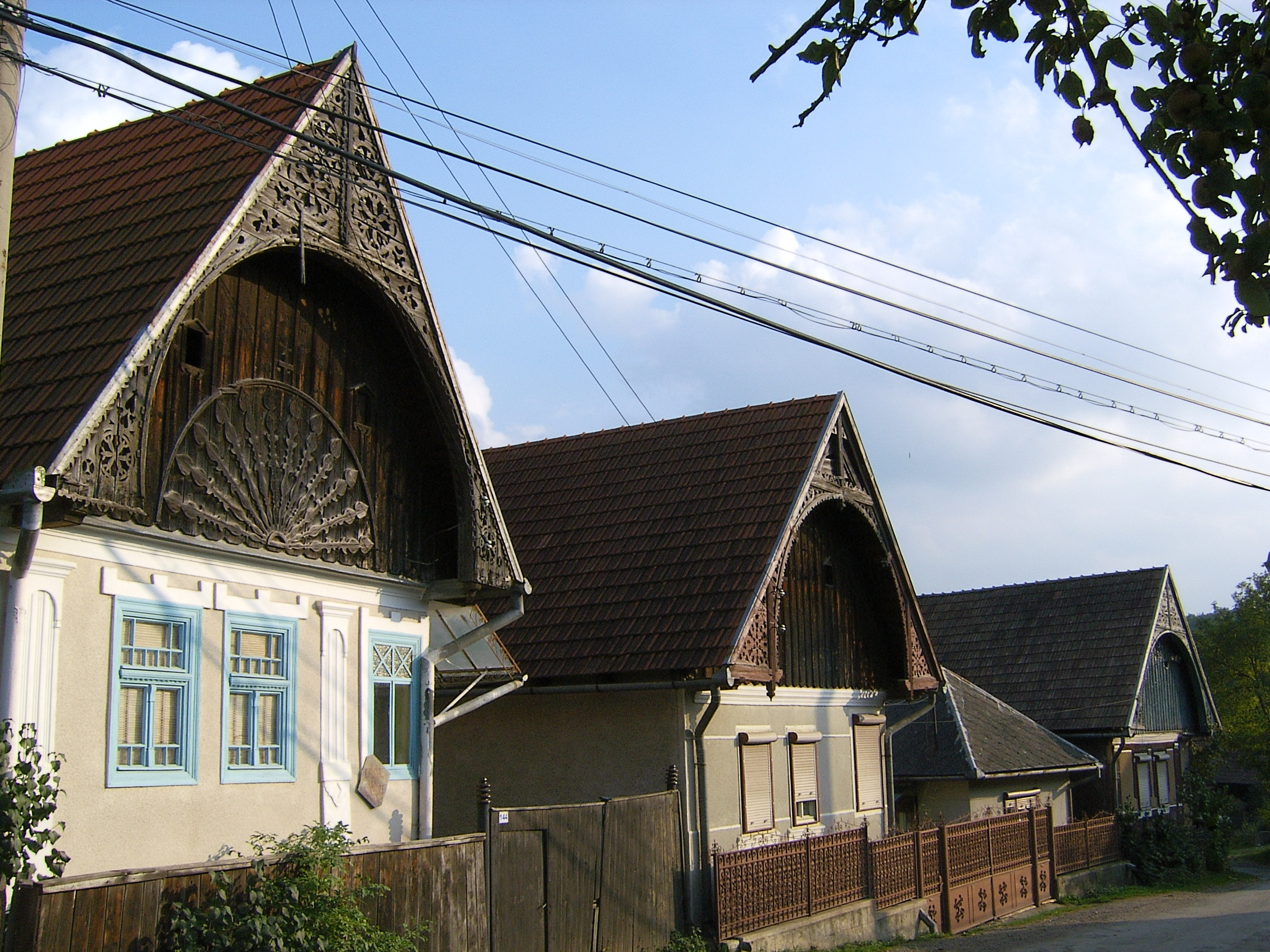
Magyargyerőmonostori utcarészlet

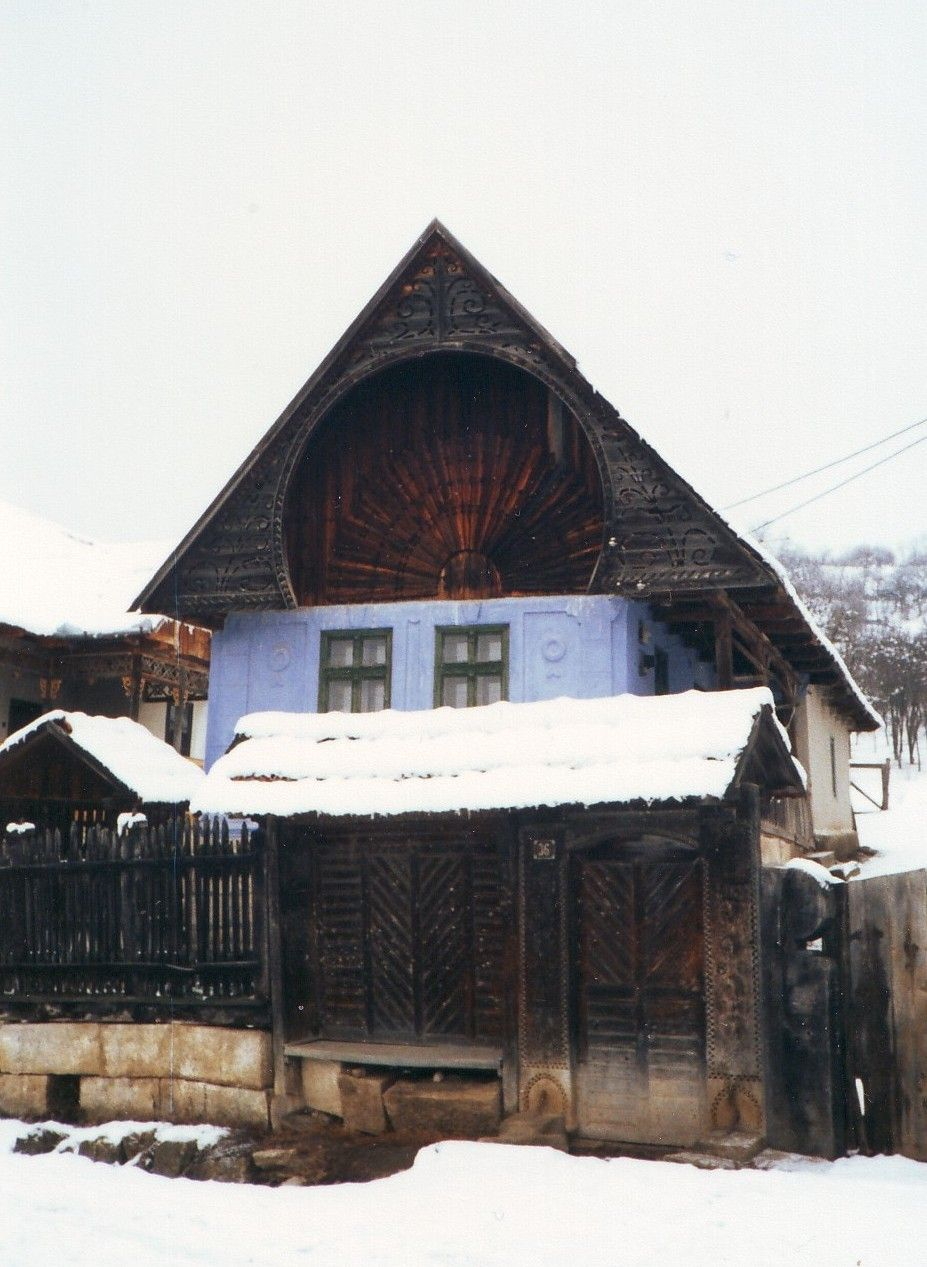
Kispetri ház utcai homlokzata

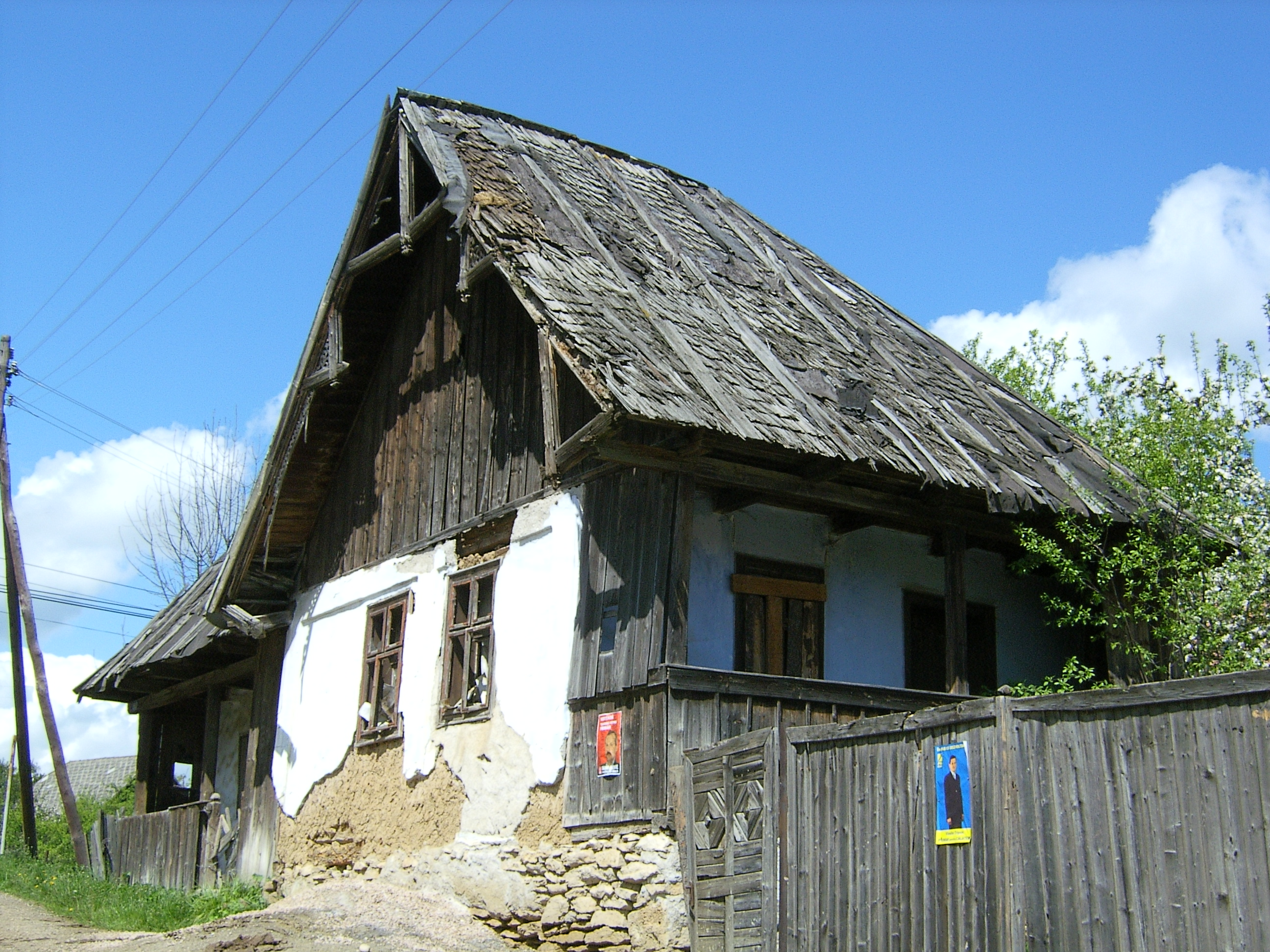
Nagykalotai régi ház

Kalotaszeg népi építészete a jelenlegi épületanyag, illetve a 19. századi kutatások alapján a 19. század első feléig, levéltári adatok alapján a 18. századig vezethető vissza. A 19. század derekán a Kalotaszeget uraló háztípus formailag alig tért el Erdély szomszédos néprajzi tájegységeinek építészetétől. A kőlábazatra épített, boronafalas, esetleg alápincézett kétosztatú, tört- vagy oldaltornácos, ritkábban kéttraktusos házat magas, kontyolt taposottszalma-héjazattal fedték. A 19. század utolsó évtizedeiben, előbb a fában gazdagabb vidékek szomszédságában, magas, majd egyre alacsonyabb tetőszögű kontyolt zsindelytető került. A 19. század fordulóján városi hatásra fokozatosan elterjedt a vízvetős, csonkakontyos tetőforma, előbb zsindely, majd cserépfedéssel,fokozatosan megújult a falszerkezet is, fokozatosan áttértek a boronaházakra, majd a zsilipes szerkezetekre. Alaprajzát tekintve a kalotaszegi ház egyaránt kapcsolódik a nyugat-erdélyi és kelet-erdélyi fejlődési modellekhez.
Az egyértelműen sajátos kalotaszegi jelleg kialakulását a 20. század első évtizedeiben lezajlott megújulás eredményezte, mely alaprajz és szerkezet szempontjából a tornácok változatosságában, díszítőművészeti vonatkozásában pedig a mesteri famegmunkálásból eredő külső ornamentikában mutatkozott meg. Megjelente L alakú és kéttraktusos városias házak is.
Művelődéstörténeti szempontból nem teljesen tisztázott sem a térség fürdőváros-építészetével való kapcsolatának eredete, sem a szecesszió és a kalotaszegi népi építészet egymásra hatása. A régi kalotaszegi házakat leginkább a Felszeg falvai és kisebb mértékben az Alszeg nehezen megközelíthető települései őrizték meg. Szalmafedeles házak álltak még 1973-ban Alsófüldön, 1979-ben Magyarsárdon, 1988-ban Bábonyban. A hegyvidékhez közeli falvakban (Magyarókereke, Marótlaka, Középfüld, Incsel, Kalotabökény, Gyerőfidongó) áll még néhány taposott-szalmafedeles gazdasági épület. A legtöbb kontyolt tetős, zsidelyes ház Magyarvalkón található, de elvétve találunk ilyen házakat Magyargyerőmonostoron, Kalotaszentkirályon, Magyarókerekén, Nyárszón, Damoson, Jákótelkén, Körösfőn, Incselen, Bocson, Meregyóban, Ketesden, Farnason és Zsobokon is. A gazdagon díszített, félkörös oromfalú házak szinte még mindenhol megvannak, de talán a legszebbeket Inaktelkén, Mákófalván és Bogártelkén láthatjuk. A népi építészet legnagyobb átalakulása a városokhoz, főutakhoz közeli falvakban, illetve Kalotaszeg északi peremén volt megfigyelhető. A szerves fejlődésnek a típustervek kötelezővé tétele és az életforma megváltozása vetett véget.
Sajnos a helyi lakosság érzi legkevésbé értékesnek saját népi építészeti emlékeit és a kívülről érkező, hétvégi házat vagy lakóházat vásároló városiak hajlamosabbak a hagyományos épületek megőrzésére.
A legtöbb kalotaszegi faluban még sértetlen a településszerkezet, bár a falvak településképét a hetvenes, nyolcvanas évek tömbházépítése és a nyolcvanas, kilencvenes évek tájba nem illő, anyaghasználatával, színvilágával nem illeszkedő, bizánci jellegű ortodox templomépítési láz súlyosan károsította. Más vidékekéhez hasonlóan a kalotaszegi népi építészet is végóráit éli, a hagyományos épületek egy letűnt világ itt felejtett emlékei, melyek elhanyagoltságukban csupán haloványan sejtetik az egykor pompázatos, cifra népi díszítőművészet fényes napjait.

## Turisztikai látnivalók
- Bánffyhunyad: református templom, néprajzi múzeum, minden kedden hetivásár
- Bogártelke: református templom, népi lakóházak eredeti tisztaszobával, élő népviselet
- Egeresen található Bocskai István síremléke és a Bocskai-vár romjai
- Erdőfelek: Malom völgyi gömbkövek

- Gyalu: Gyalui vár

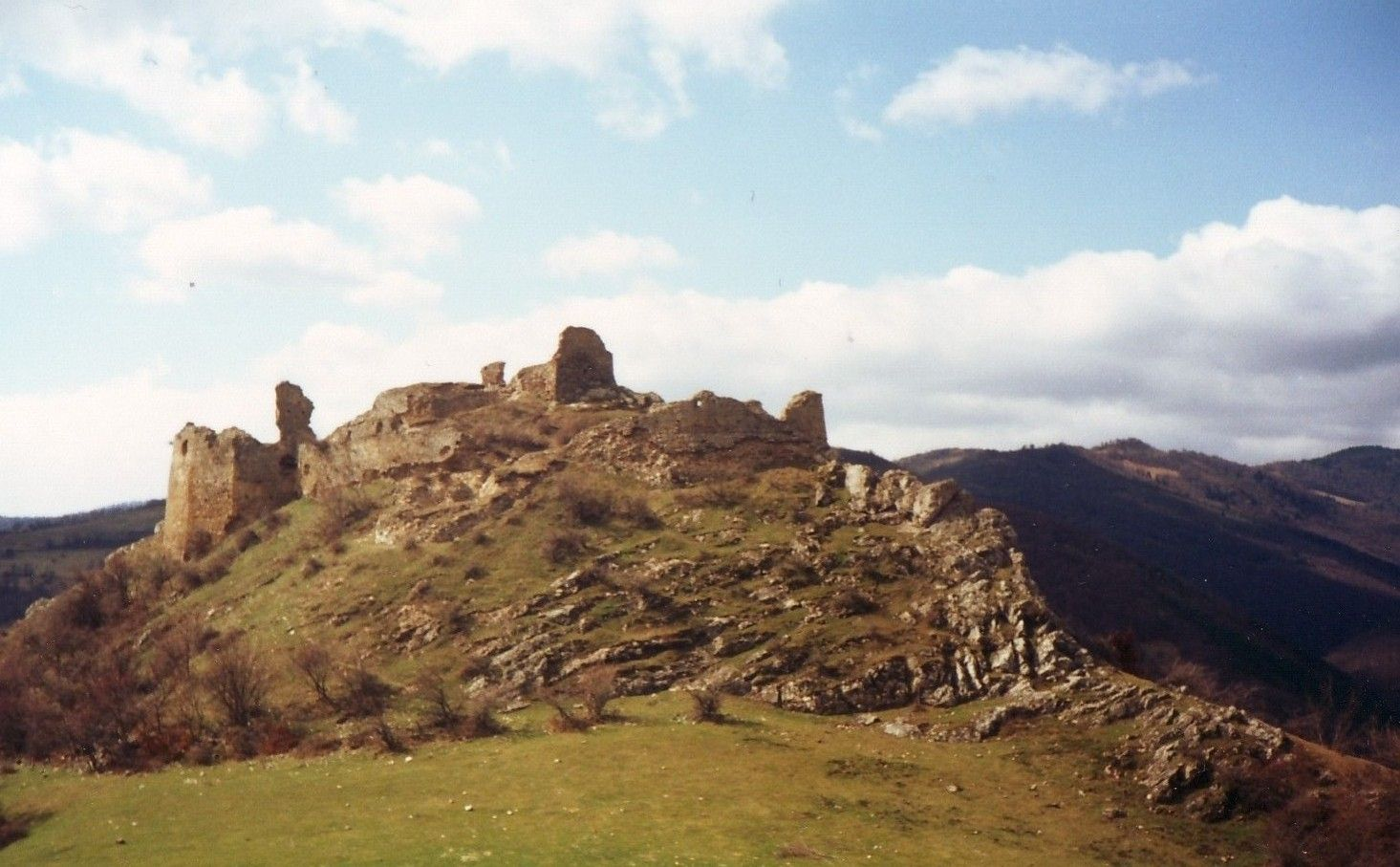
Léta vára

- Györgyfalva: népviselet (Szent Márton nap, Nagypéntek, Szent György nap)
- Inaktelke: népi lakóházak eredeti tisztaszobával, tájház
- Kalotaszentkirály: református templom, Ady-emlékmű, tájház, a falusi vendéglátás központja, Nemzetközi kalotaszegi népzene- és néptánctábor minden év augusztus első hetében
- Körösfői református templom, állandó népművészeti kirakodóvásár a házak előtt
- Magyargyerőmonostoron található Kalotaszeg legrégibb temploma, Debreczeni Márton tájház
- Magyarléta: Léta vára
- Magyarvista: református templom, népviselet, temető
- Mákófalva: népi lakóházak eredeti tisztaszobával, Kovács Pali Ferenc bútorfestő műhelye
- Méra: református templom, tájház, hagyományőrző tevékenységek, Kós Károly által tervezett tejcsarnok
- Nyárszó: népi lakóházak és kapuk
- Sztána: Kós Károly egykori lakhelye a Varjúvár
- Türe: 18. századi Bánffy-kúria, református templom, mellette római emlékkő és régi sírkövek

## Települések
Kalotaszeghez hozzávetőleg 40, részben vagy egészben magyarok lakta falu tartozik. 

### Felszeg

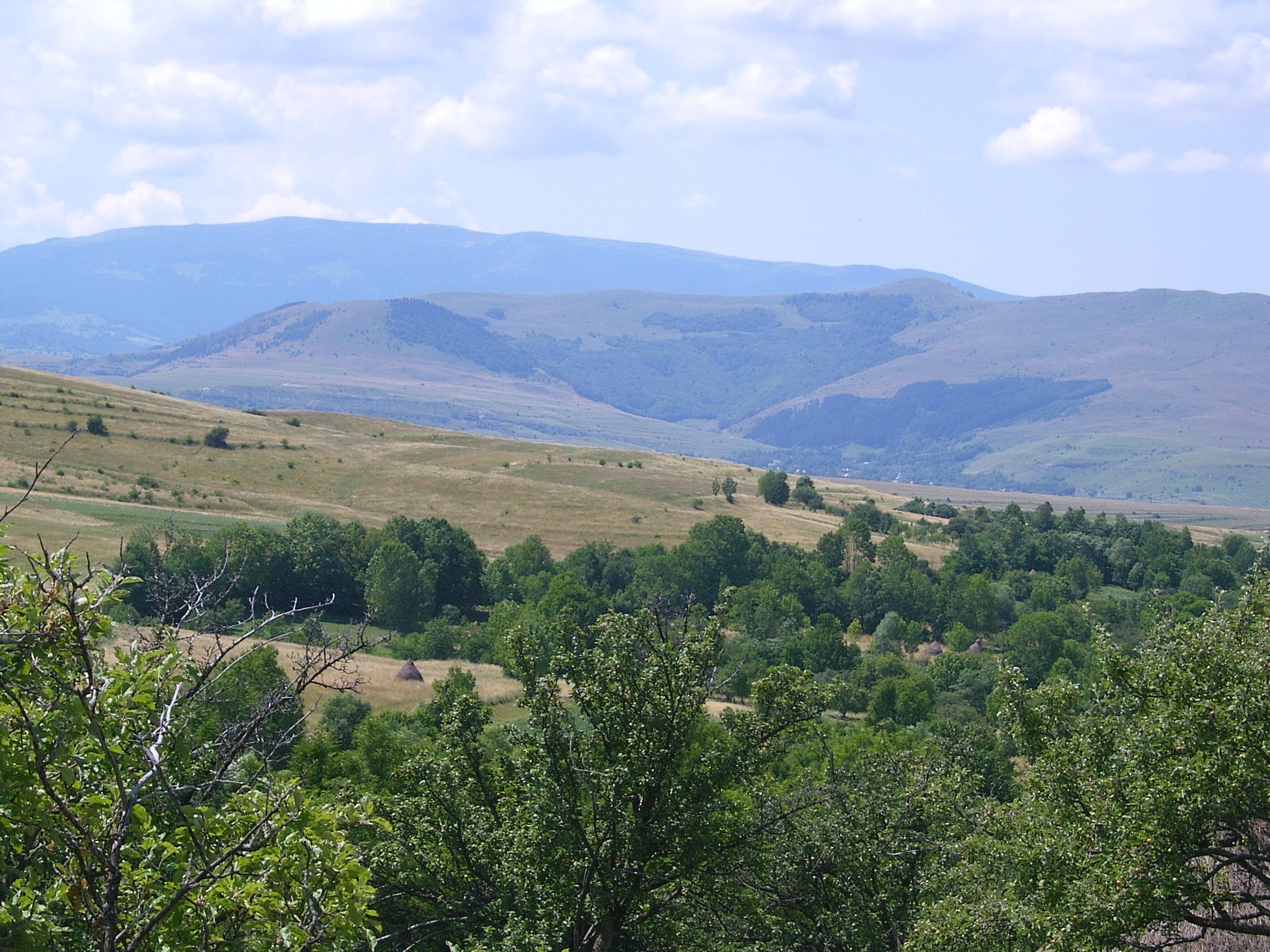
Felszeg

Felszeg Kalotaszegnek a Kalota-patak és a Sebes-Körös által közrefogott, legmagasabban fekvő része (554–710 m). Települései: Bánffyhunyad, Kalotaszentkirály-Zentelke, Magyargyerőmonostor, Körösfő, Magyarvalkó, Jákótelke, Kalotadámos, Magyarókereke, Nyárszó, Sárvásár

### Alszeg
Alszeg az Almás-patak völgyében húzódó alacsony fekvésű rész (310–480 m). Települései: Váralmás, Középlak, Ketesd, Magyarbikal, Zsobok, Sztána, Farnas, Kispetri, Nagypetri, Bábony

### Nádasmente
Nádasmente a Nádas-patak völgyében húzódó, közepes magasságú (345–520 m) terület. Települései: Egeres, Kajántó, Kisbács, Magyarzsombor, Inaktelke, Nádasdaróc, Bogártelke, Mákófalva, Türe, Magyarvista, Méra, Szucság, Jegenye,

### Kapus-vidék és Átmeneti-vidék
Kapus-vidék és Átmeneti-vidék a Kapus folyó völgyében, az Aranyos mentén és Kolozsvár körül elterülő rész. Települései: Magyarkapus, Magyarkiskapus, Gyerővásárhely,Gyalu, Tordaszentlászló, Szászfenes, Magyarlóna, Magyarfenes, Magyarléta, Györgyfalva

### Kalotaszeg peremvidéke
Kalotaszeg peremvidéke nem tartozik szorosan a területhez. Inkább néprajzi, etnikai, felekezeti, társadalmi és kulturális határai vannak. Ide tartozónak érezzük azokat a településeket, melyek egykor Kalotaszeghez tartoztak, ám a megváltozott helyzetük miatt már nem tartoznak Kalotaszeg nyelvi, enikai, felekezeti egységéhez ám földrajzi elhelyezkedésük és történelmük mégis ide köti őket. Települései: Székelyjó, Meregyó, Kiskalota, Ajton, Erdőfelek, Alsófüld (községközpontok), Bedecs, Bocs, Deréte, Erdőfalva, Gyerőfalva, Incsel, Kalotabikal, Malomszeg, Kalotabökény, Sebesvár, Marótlaka, Nagykalota, Kalotaújfalu, Magyarsárd, Egerbegy, Tóttelek, Almásnyíres, Almástamási, Középfüld, Felsőfüld, Kalotanádas, Kiskökényes, Almásköblös, Magyargorbó, Nyerce, Lapupatak, Cold, Vásártelke, Felsőgyerőmonostor, Ferencbánya, Dank, Forgácskút, Csonkatelep, Nádaskóród, Nádaspapfalva, Bányabükk, Kaszoly, Seregélyes, Rőd, Dealu Negru, Havasrekettye, Kőrizstető, Havasrogoz, Viság, Hidegszamos, Melegszamos, Gyerőfidongó, Gesztrágy, Bălcești, Isztolna, Kolozstótfalu, Járarákos, Oláhléta, Hasadát, Kisfenes

## Kulturális események

### Kalotaszentkirályi népzene és néptánc tábor

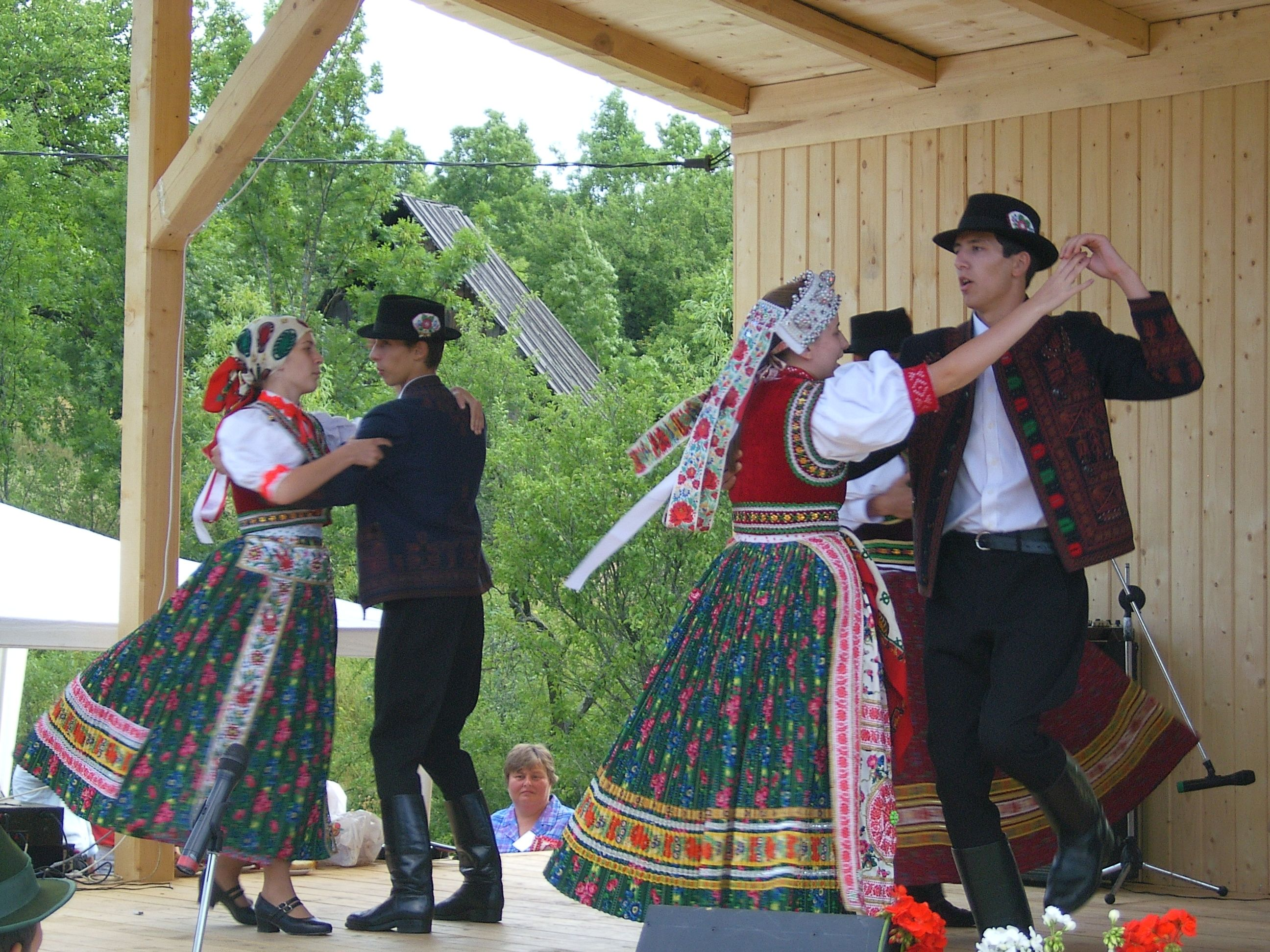
Magyarvalkói Napok

Kalotaszentkirályon minden évben megrendezésre kerül a Nemzetközi kalotaszegi népzene és néptánc tábor, ahol a kalotaszegi táncok, népdalok iránt érdeklődők napi 8 órás néptánc-, hangszeres népzene-, illetve népdaloktatásban részesülhetnek. A táborral egyidős a népdal- és legényesverseny megszervezésének hagyománya is. A tábor minden évben gálaműsorral zárul, melyen a meghívottak mellett a táborban résztvevők is fellépnek

### Magyarvalkói Napok
Magyarvalkón 2008. július 18–20. között Magyarvalkói Napok címmel falunapot tartottak, azzal a céllal, hogy összefogják a falu magyarok közösségét, valamint felhívják a figyelmet a kihalófélben lévő néphagyományokra, illetve elősegítsék a térség kulturális életének fellendülését.
2009. július 17–19. között rendezték a Valkai Kulturális Egyesület szervezésében a második Magyarvalkói Napokat, a 2008. évi rendezvény sikerén fellelkesülve. Kőrösi Csoma Sándor szavai: "Tiszteld a múltat és éltesd tovább", kellőképpen kifejezik az idei falunapok megrendezésének célját.

### Virágos Kalotaszeg
Virágos Kalotaszeg címmel kiállítás nyílt 2008. október 14-én a Magyar Kultúra Házában, Budapesten a Szentháromság tér 6 alatt.
Október 31-éig bemutatásra kerülnek a mákófalvi Kovács Pali Ferenc népi bútorfestő festett bútorai, a Gaál János főrestaurátor által festett kalotaszegi református templom mennyezet kazetták, Barcsik Géza és Csobaji Zsolt Kalotaszeget idéző festményei, Keresztes Zsuzsa Kalotaszegről készített grafikái, rongyképei és Vass Géza „Cifra Kalotaszeg” című fotókiállítása.

## Sajtó
- Kalotaszeg folyóirat - Kulturális, közéleti lap. A kiegyezés utáni gazdasági fejlődés idején jött létre a Kalotaszeg folyóirat, a magyar nemzet szellemi és lelki fejlődésének jegyében, 1890-ben, Bánffyhunyadon.

## Kalotaszegi magyar kulturális intézmények
- Bánffyhunyadi Magyar Diákszervezet, Asociatia Elevilor Maghiari din Huedin, Bánffyhunyad
- Fény és Remény Alapítvány, Fundatia Lumina si Speranta, Bánffyhunyad
- Kós Károly Kulturális Egyesület, Asociatia Culturala , Bánffyhunyad
- Pro Kalotaszeg Kulturális Egyesület, Asociata Culturala Pro Kalotaszeg, Bánffyhunyad
- Emberbálosok Szervezete, Jegenye
- Jegenyei Néptánccsoport, Jegenye
- Kájoni Ház, Jegenye
- Ady Endre Kulturális Egyesület, Asociatia Culturala Ady Endre, Kalotaszentkirály
- Silvanus Ökológiai Egyesület, Asociatia Ecologica Silvanus, Kalotaszentkirály
- Pro Kisbács Egyesület, Asociatia Pro Baciu, Kisbács
- Körösfői Kultúrotthon, Caminul Cultural Izvorul Crisului, Körösfő
- Körösfoi Tánccsoport, Kőrösfő
- Pro Körösfő Baráti Társaság, Asociatia de Prietenie "Pro Körösfo", Körösfő
- Rákóczi Ballada Csoport, Kőrösfő
- Rákóczi Kultúregylet, Asociatia Culturala Rákóczi, Kőrösfő
- Bárdos Péter Közmuvelodési Egyesület, Asociata Culturala Bárdos Péter, Magyarfenes
- Debreczeni Márton Tájház, Magyargyerőmonostor
- Magyargyerőmonostori Református Egyházi Énekkar, Magyargyerőmonostor
- Létike, Magyarléta
- Bioterra - Romániai Biogazdálkodók Egyesülete, Asociata Bioagricultorilor din Romania - Bioterra, Magyarlóna
- Bokréta Kulturális Egyesület, Asociata Culturala Bokréta, Mákófalva
- Bokréta Kulturális Egyesület Színköre, Mákófalva
- Kós Károly Kulturális Egyesület, Asociata Culturala Kós Károly, Macau, Mákófalva
- Mákófalvi Református Egyház Vegyeskara, Mákófalva
- Erdélyi Magyar Közművelődési Egyesület Tordaszentlászlói fiókszervezete, Asociatia Culturala Maghiara Transilvana - Filiala Savadisla, Tordaszentlászló
- Thamó Gyula Közművelődési Egyesület, Asociata Culturala Thamó Gyula, Tordaszentlászló
- Tordaszentlászlói Kalotaszegi Tájház és Múzeum, Muzeul Etnografic Kalotaszeg, Tordaszentlászló
- Tordaszentlászlói Közösségfejlesztési és Európai Integrációs Civil Szervezet, Asociatia Civila pentru Dezvoltare Comunitara si Integrare Europeana, Tordaszentlászló
- Művelődési Ház - Tordaszentlászló, Tordaszentlászló
- Magyarléta Ifjúság, Magyarléta
- Magyarléta Lakossága, Magyarléta
- Magyarfenesi Vegyeskar, Magyarfenes
- Tordaszentlászlói Amatőr Színjátszó Csoport, Tordaszentlászló
- Tordaszentlászlói Énekkar, Tordaszentlászló
- Tordaszentlászlói Fúvószenekar, Tordaszentlászló
- Tordaszentlászlói Teleház, Tordaszentlászló
- Tordaszentlászlói Hagyományőrző Néptánccsoport, Tordaszentlászló
- Tordaszentlászlói Ifjúsági Kezdeményező csoport, Tordaszentlászló
- Tordaszentlászlói Közösségi Könyvtár, Tordaszentlászló
- Tordaszentlászlói Ifjúsági Szervezet, Tordaszentlászló
- Tordaszentlászló Kórusa, Tordaszentlászló
- Zajongók Néptánccsoport, Tordaszentlászló
- Keresztény Ifjak Szervezete, Tordaszentlászló
- Valkai Kulturális Egyesület, Magyarvalkó

## Híres emberek
- Magyarvalkón élt Valkai András unitárius pap, históriás énekszerző a 16. században.(1299–1525. Cs 5: 382).
- 1422: Barnabas de Mera ~ Barnabas Antonii de Mera bécsi diák; gyulafehérvári kanonok; 1431-ben a jogi karon (Dn 231).
- Barnabás bátyja: Tamás is értelmiségi pályára került (Bónis 113). 1431. április 26.: Gál pap vistai káplán ügyvédül vallja Mérai János deákot, a gyulafehérvári székesegyház Szőz Mária-oltárának igazgatóját, Barnabást, a Szent Katalin-oltár igazgatóját és Balázs papot, Mérai Tamás úr káplánját
- 1759: Albisi Pánczél Dániel, a magyar nyelvő újságírás egyik úttörője.
- Bánffyhunyadon írta "Chain és Ábel históriája" című művét Nagyfalvi György a 16. században.
- Kalotaszegi családból származott Gyerőmonostori Kemény János fejedelem (1607-1662).
- Jegenyén született 1619-ben Jegenyei András Ferenc ferences szerzetes.
- 1629-ben Jegenyén született Kájoni János ferences szerzetes, európai hírű zeneszerző, orgonaművész, aki 1687. április 25-én halt meg Gyergyószárhegyen.
- Bánffyhunyadon született Bánffyhunyadi Abacs Márton (?–1737) kálvinista lelkész.
- Nádaskóródon született 1731-ben Kornis Ferenc római katolikus püspök (meghalt: Nagyvárad, 1790. február 12.)
- Magyargyerőmonostoron született 1802-ben Debreczeni Márton költő.
- Magyargyerőmonostoron született 1843-ban Gyarmathy Zsigáné, Hory Etelka írónő, a kalotaszegi népi hagyományok gyűjtője.
- Magyargyerőmonostoron született Hory Béla (1845-1909), író, lapszerkesztő, közéleti személyiség.
- Szászfenesen született 1846. január 7-én Jékey Aladár költő, műfordító.
- Bánffyhunyadon született 1848-ban Barcsay Domokos, Hunyad vármegye főispánja.
- 1849-ben a kalotaszeggel határos Havasnagyfalu mellett esett el Vasvári Pál.
- Hermann Antal (1851-1926) tanár, néprajztudós, irodalomtörténész, lapalapító és szerkesztő az egyik elindítója a Kalotaszeg folyóiratnak.
- Bánffyhunyadon született Czuca János (1859-1937) író, nyelvész, néprajzkutató, Jankó János munkatársa a Kalotaszeg magyar népe című néprajzi tanulmány készítésekor.
- Gyaluban született 1866. november 24-én Gyalui Farkas művelődés- és irodalomtörténész, könyvtártudományi szakíró, publicista, szépíró.
- Magyargyerőmonostoron halt meg Hory Farkas (1813-1872) költő, író.
- Bánffyhunyadon született 1882. szeptember 24-én Ravasz László református püspök, egyházi író.
- Magyarvalkón született 1899-ben Miháltz Pál Munkácsy-díjas festőművész.
- Bánffyhunyadon született 1899. május 19-én Kolozsvári Zsigmond, Sigismond Kolos-Vary, magyar-francia festőművész, szobrász grafikus.
- Bánffyhunyadon született 1901. május 30-án Páskuj Endre László, festőművész, író, rendező.
- Kajántón született Józsa János (1901-1973) tudománytörténész, műfordító.
- Bánffyhunyadon született 1902. december 22-én Palotás József, vegyész.
- Bánffyhunyadon született 1903. augusztus 3-án Balassa Gyula, jogász, rendőrfőkapitány.
- Bánffyhunyadon született 1906. május 18-án Balázs Samu Kossuth-díjas színművész.
- Bánffyhunyadon született 1908. február 26-án Albrecht Dezső, ügyvéd, politikai újságíró.
- Bánffyhunyadon született 1911. március 27-én Mikó Imre író, könyvkiadó, műfordító.
- Magyarlónán született 1911. március 12-én Kiss Manyi Kossuth- és Jászai Mari-díjas színművésznő.
- 1911-től a sztánai nyaralótelepi házában töltötte a nyarakat, majd 1918 decemberében ideköltözött Budapestről és 1944-ig itt élt Kós Károly építész, grafikus, író, könyvkiadó, politikus, művelődésszervező.
- Bánffyhunyadon született 1912. december 12-én Major Ferenc, nagybőgő-művész, egyetemi tanár.
- Szucságon született Györffy György történész 1917-ben.
- Magyarókerekén született 1919. március 9-én dr. Keresztes Sándor kereszténydemokrata politikus, országgyűlési képviselő, a Magyar Köztársaság vatikáni nagykövete (1990-1994), a KDNP tiszteletbeli elnöke.
- Sztánán született 1919. augusztus 31-én fia, Kós Károly néprajzkutató.
- 1921-ben halt meg Alsófüldön Nagybölöni Bölöny László újságíró, szerkesztő, ügyvéd.
- Fejérden született 1923. január 21-én Benkő András zenetörténész.
- Bánffyhunyadon született 1924. október 24-én Gábos Zoltán fizikus.
- Bánffyhunyadon született 1924. április 23-án Kotányi-Huszár Magda, műfordító, költőnő.
- 1925-től Sztánán töltötte a nyarakat és 1937–1944-ben itt élt Szentimrei Jenő irodalomszervező, újságíró, költő, író.
- Vasas Samu (Bencéd, 1927. július 14. – Bánffyhunyad, 1997. december 17.) tanár, néprajzkutató, népművelő, Kalotaszeg folyóirat egyik újraindítója. Igazi küldetésének érezte Kalotaszeg értékeit a világ elé tárni.
- Bánffyhunyadon született 1931. november 30-án Mihalik András építészmérnök, egyetemi tanár.
- Kajántón született dr. Kelemen Árpád (1932-1997) a kolozsvári Műszaki Egyetem professzora, feltaláló, a New York-i Tudományos Akadémia tagja.
- Bánffyhunyadon született 1934. január 23-án Pócsai András festőművész.
- Kajántón született 1935-ben Lakó Éva (Lakóné Hegyi Éva) régészeti szakíró, muzeológus.
- Tordaszentlászlón született 1935. november 2-án Palocsay Zsigmond költő.
- Tordaszentlászlón született 1940. március 3-án Köntös-Szabó Zoltán író.
- A gyalui szanatóriumban halt meg 1941. június 16-án Sértő Kálmán költő és író.
- Körösfőn született 1941. július 7-én Péntek János nyelvész.

Bánffyhunyadon születtek:
- 1949. november 22-én Török András, színész.
- 1952. január 28-án Marcuné Sikes Ágnes, cselló-művész, egyetemi tanár, akadémikus(1984).
- 1954-ben Lázok János, irodalomtörténész, irodalomkritikus.
- 1954. december 6-án Gál László, tanár, szerkesztő.
- 1955. szeptember 28-án Tőkés Elek tanár, könyvkiadó, református előadótanácsos.
- 1963. október 21-én Mihály István, újságíró, szerkesztő.
- 1967. augusztus 23-án Török F. László (Török Czirmay László), újságíró. rádiószerkesztő.
- Búzás Pál, tanár, zongoraművész, író.
- 1979. július 12-én Sinkó Ferenc, színész.

## Képek

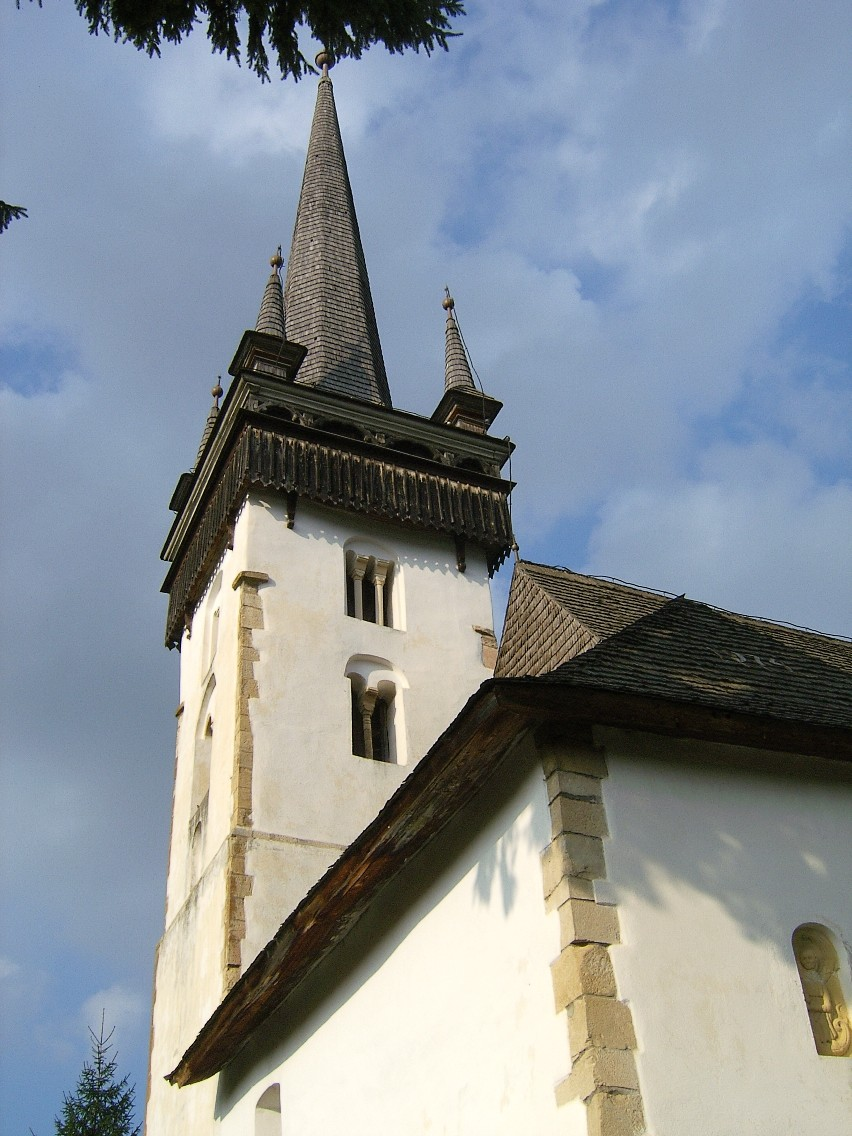
A magyargyerő-monostori templom
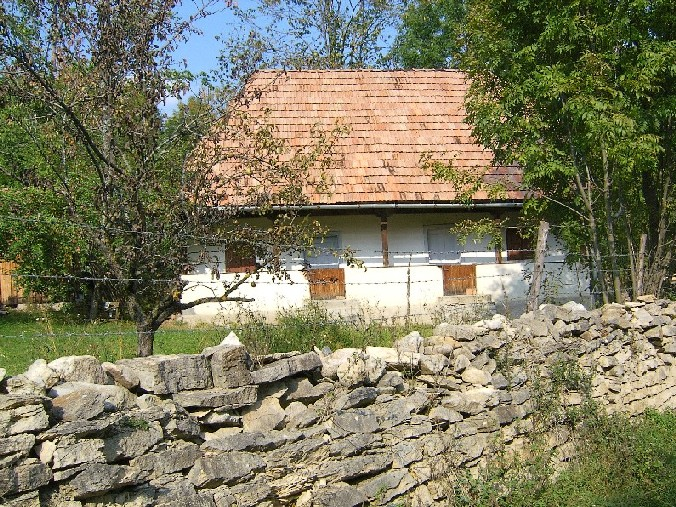
kalotaszegi ház
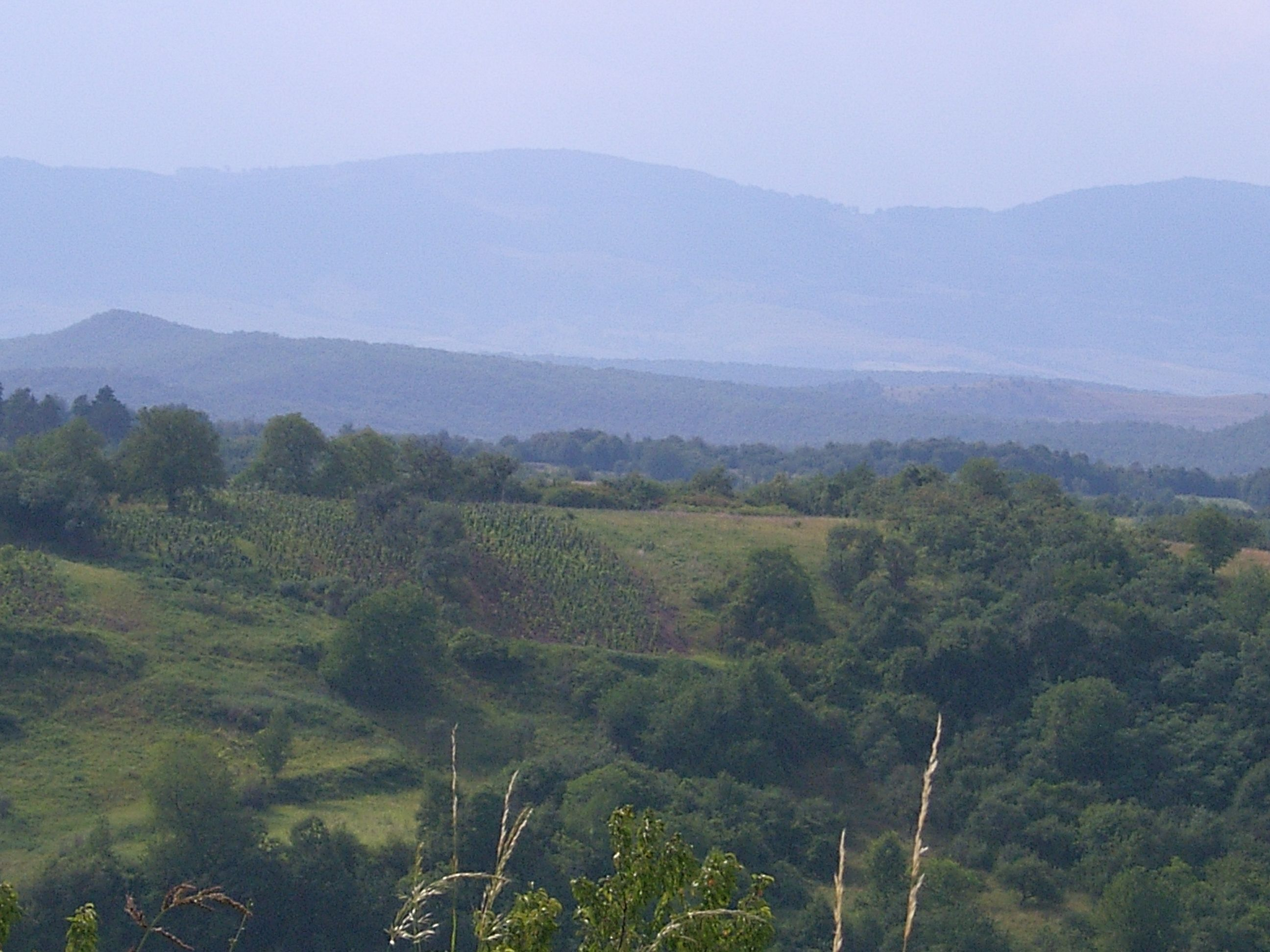
Alszeg
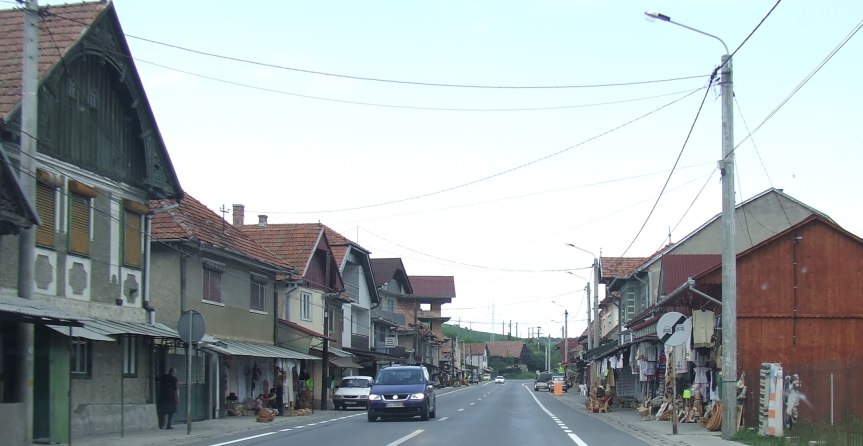
Népművészeti termékek utcai árusítása Körösfőn
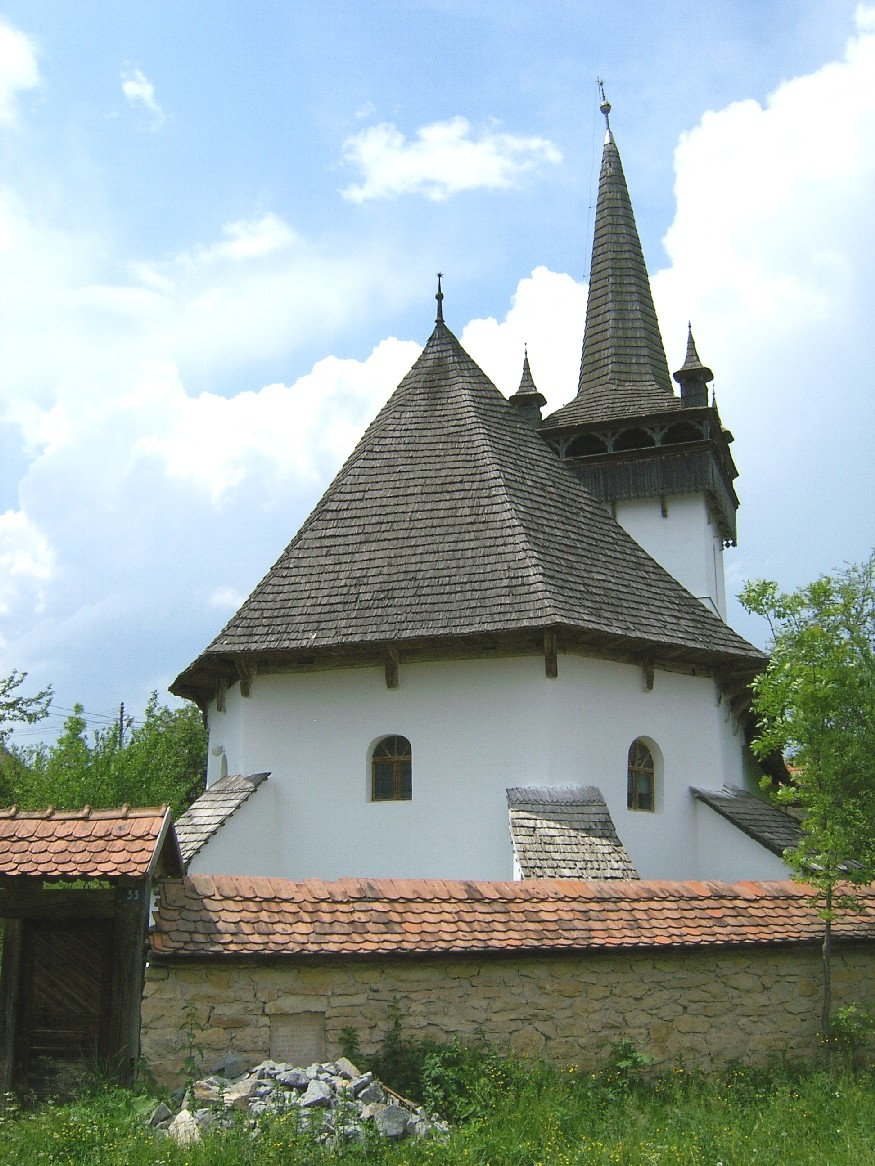
Kalotadámos református temploma
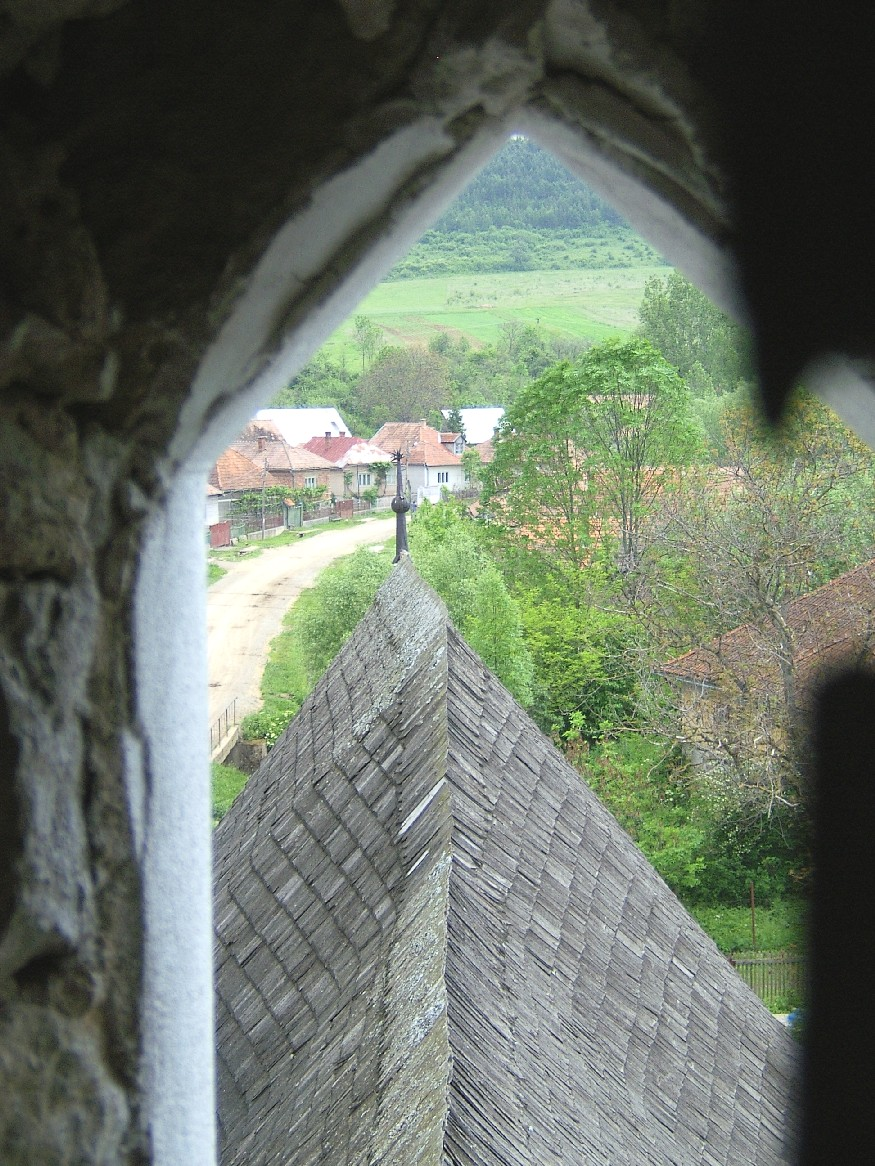
Kalotadámos a templom toronyból
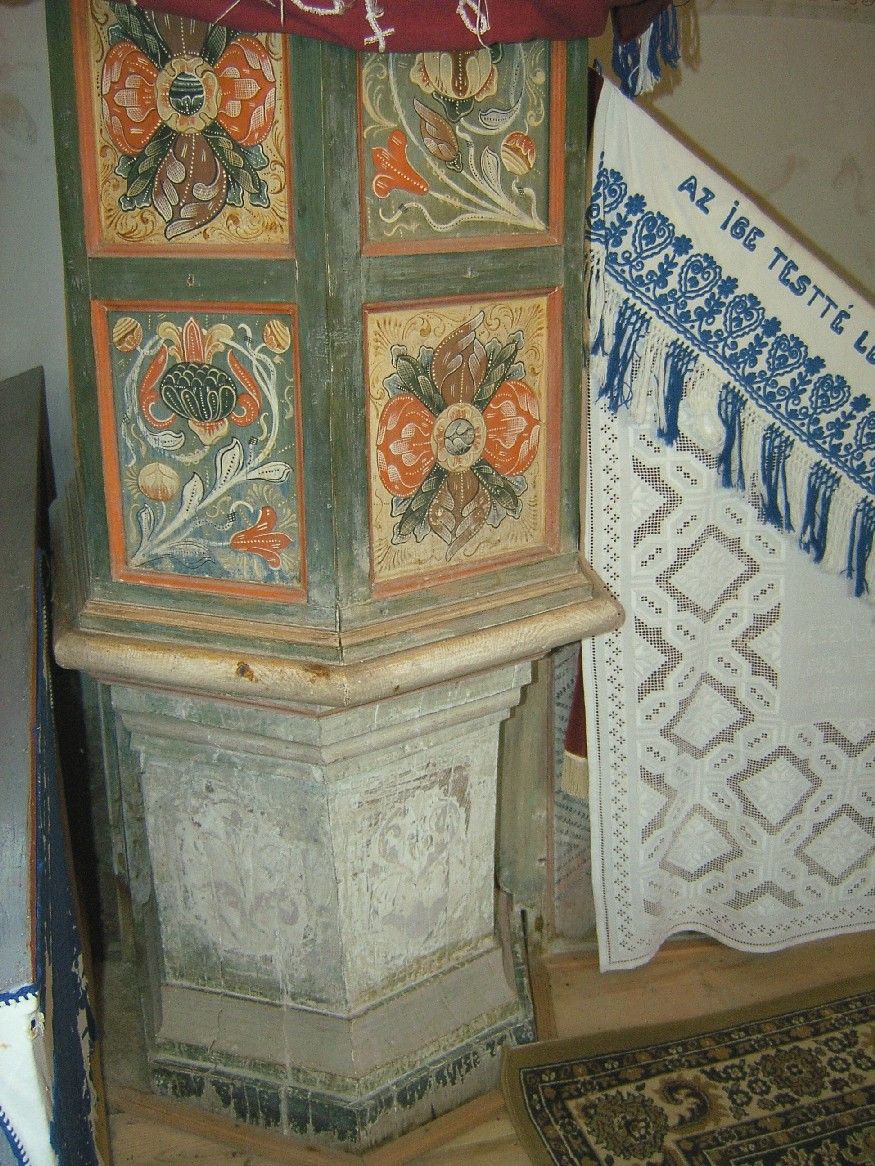
Kalotadámosi templom szószéke
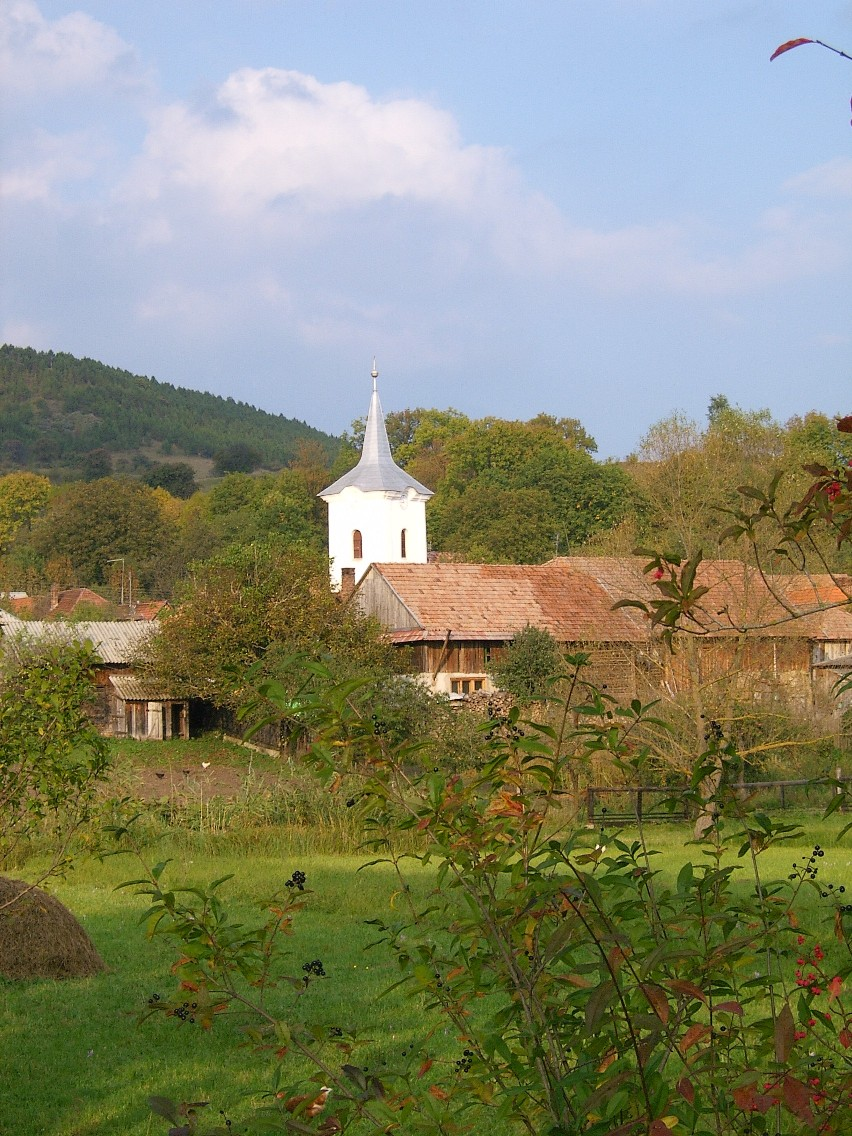
Jákótelke látképe
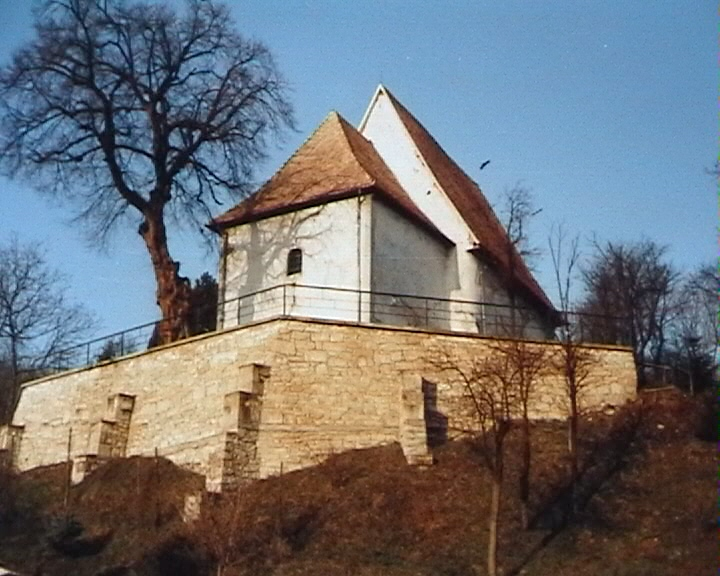
Magyarvista református temploma
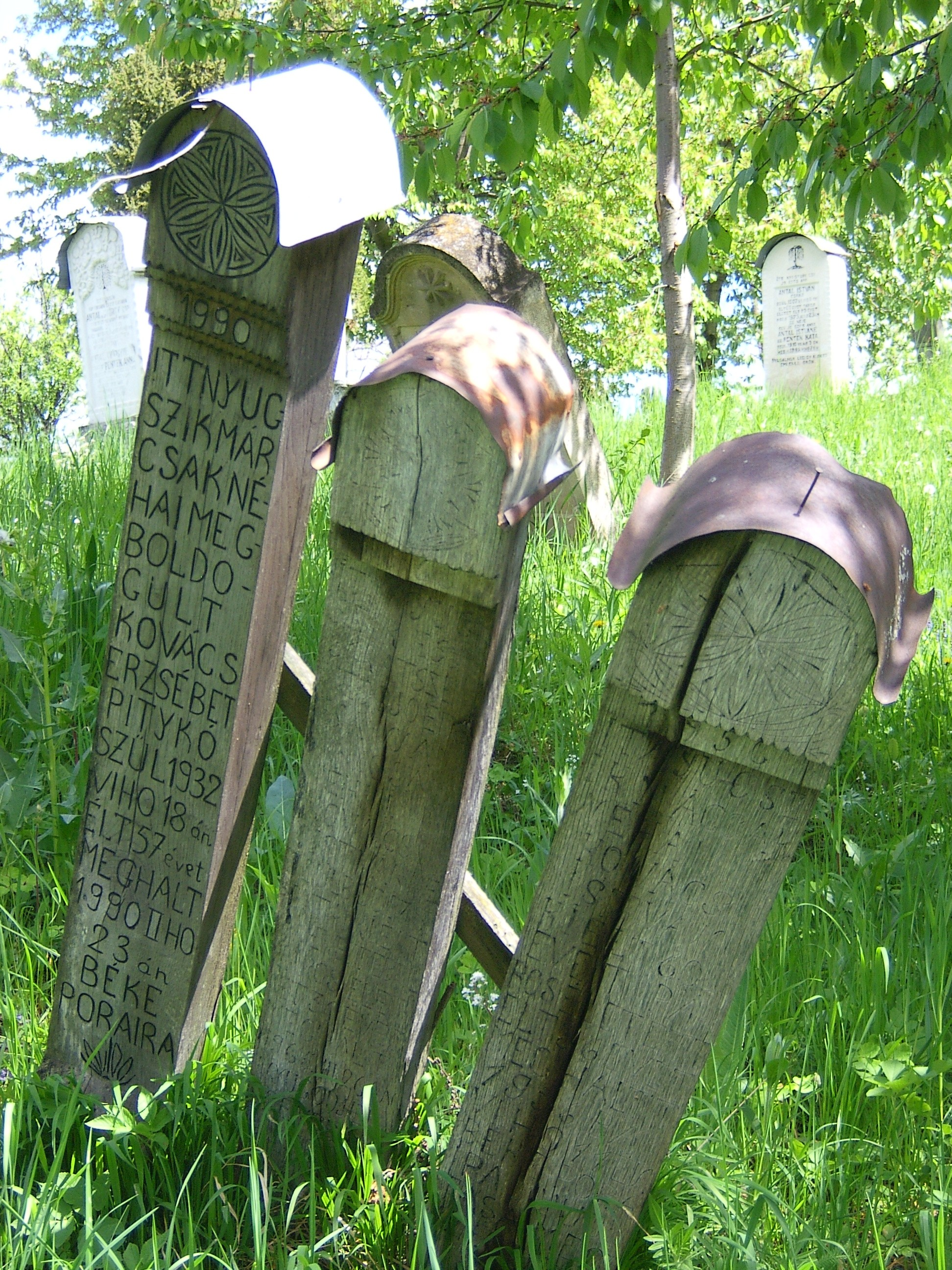
Körösfői temető
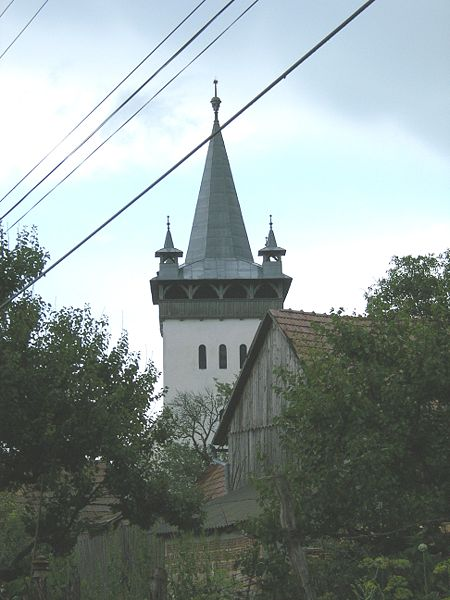
Magyarbikal református temploma
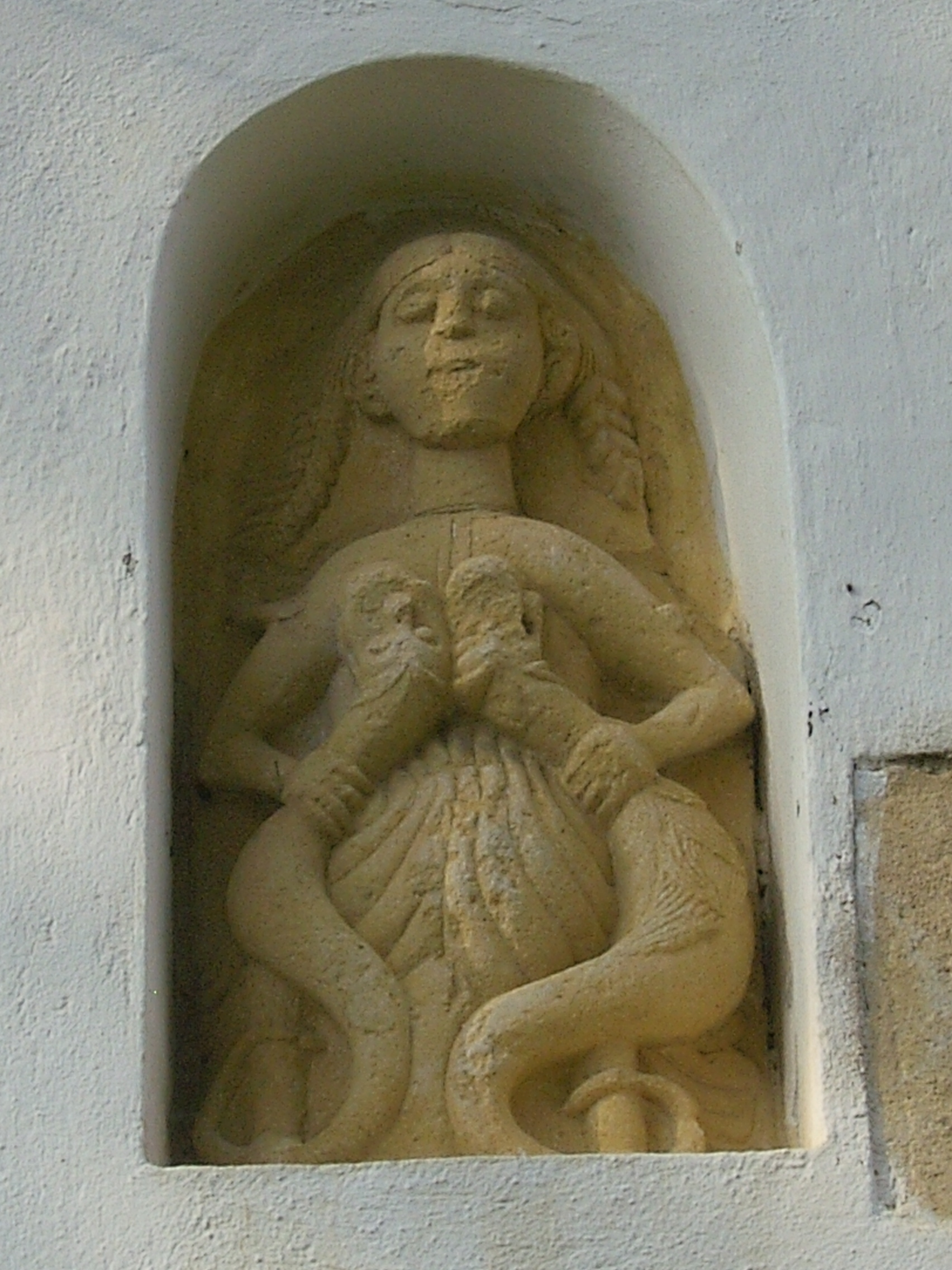
Magyargyerő-monostori madárleány
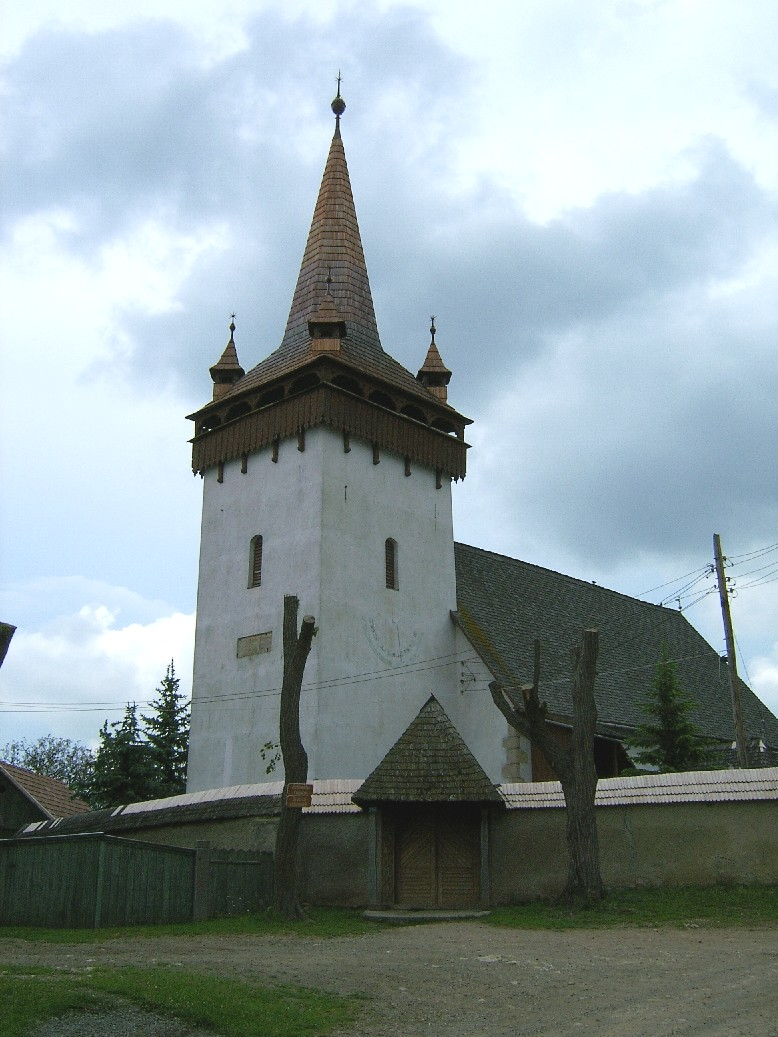
Kalotaszentkirály református temploma
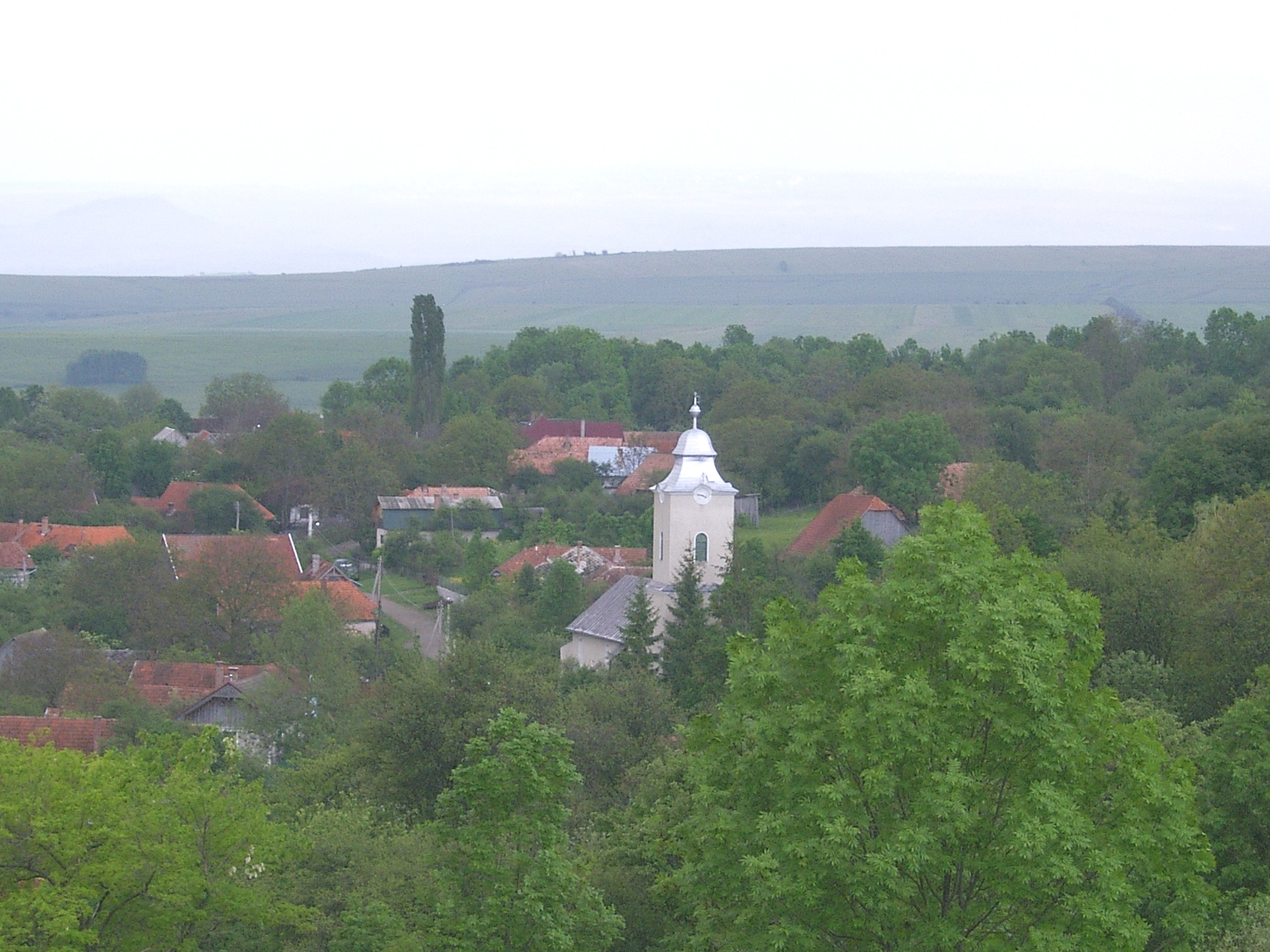
Magyarókereke
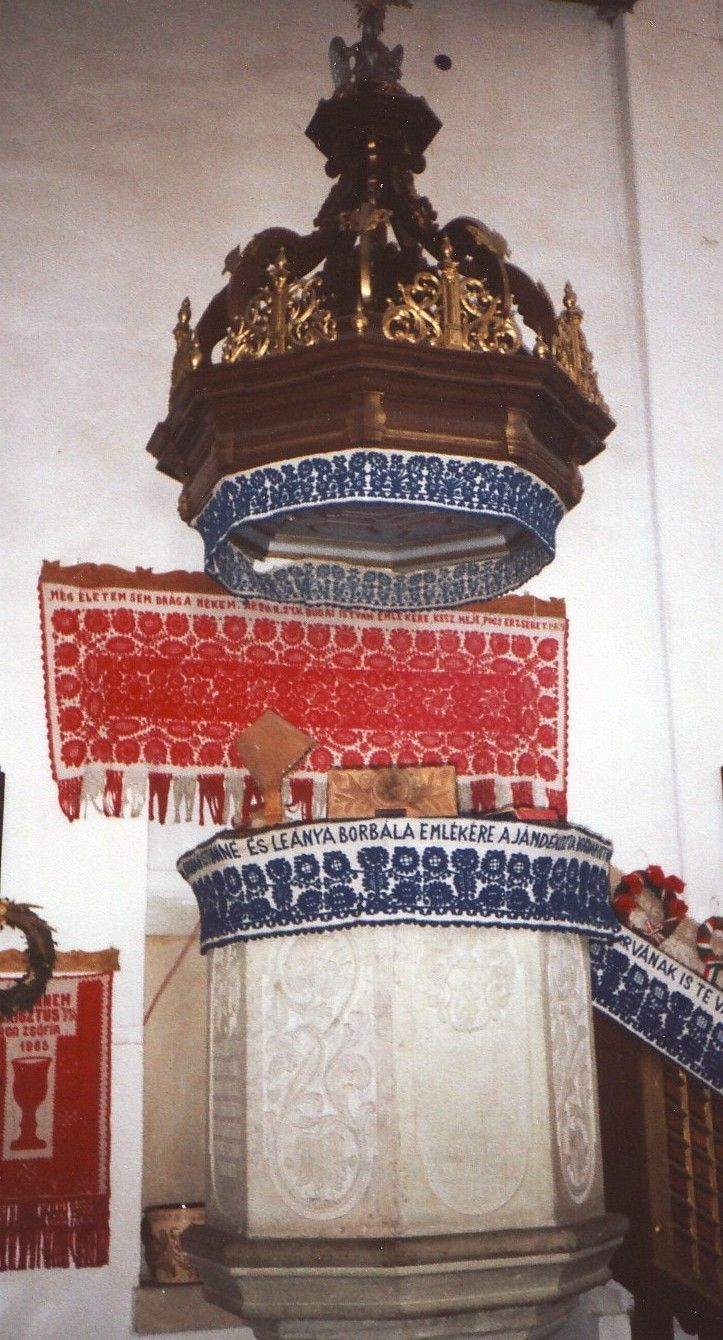
Bánffyhunyadi templom szószéke
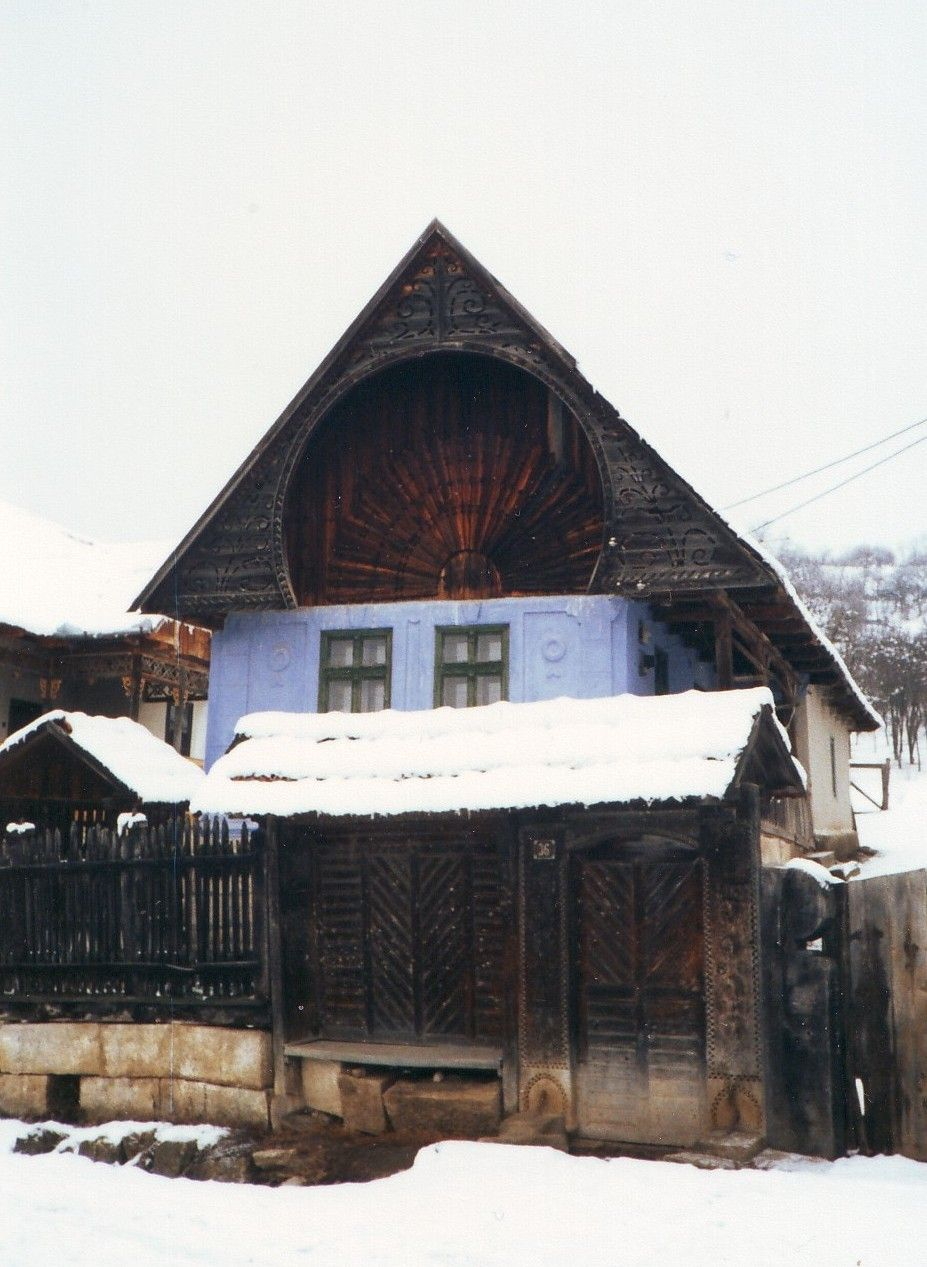
Kispetri télen
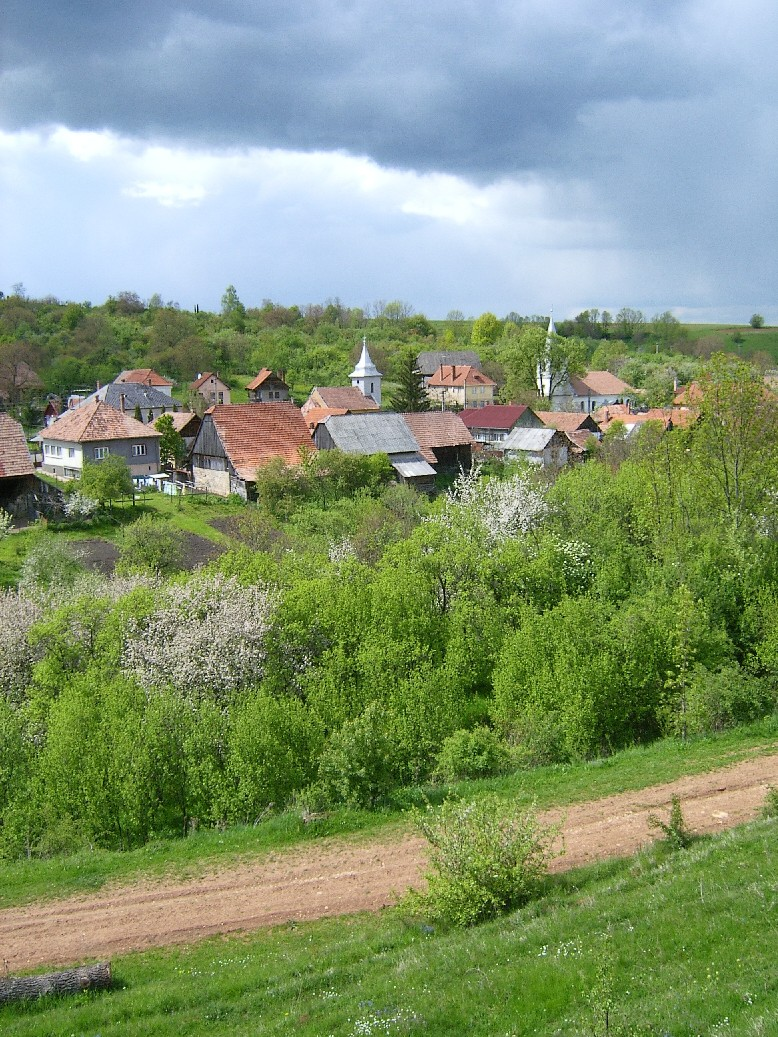
Nyárszó
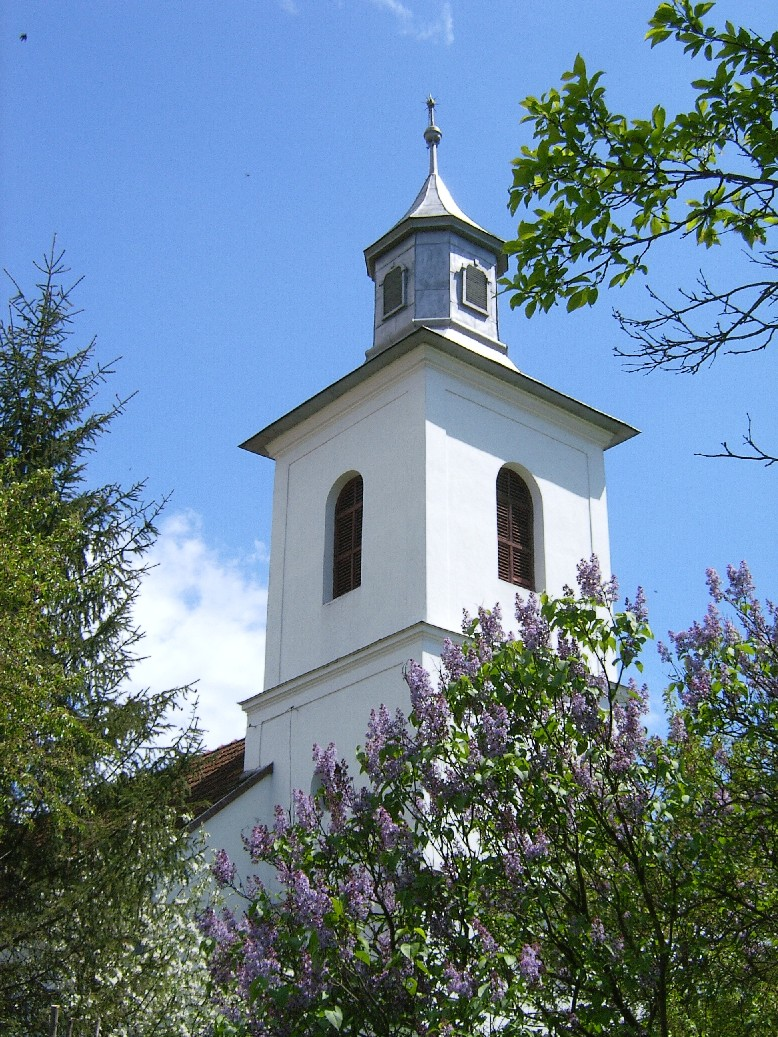
Sárvásár
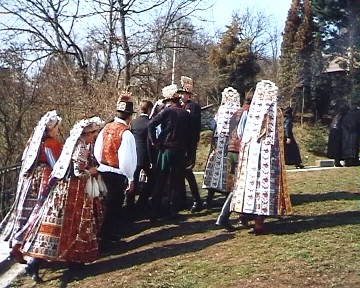
Kalotaszegi viselet
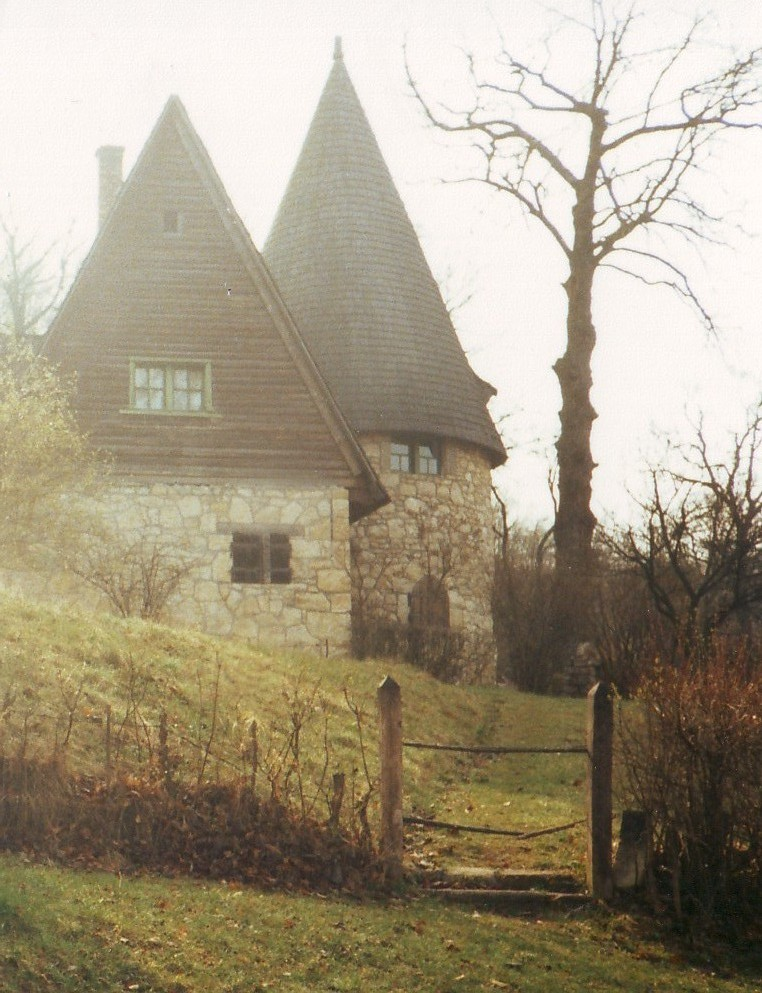
Varjúvár
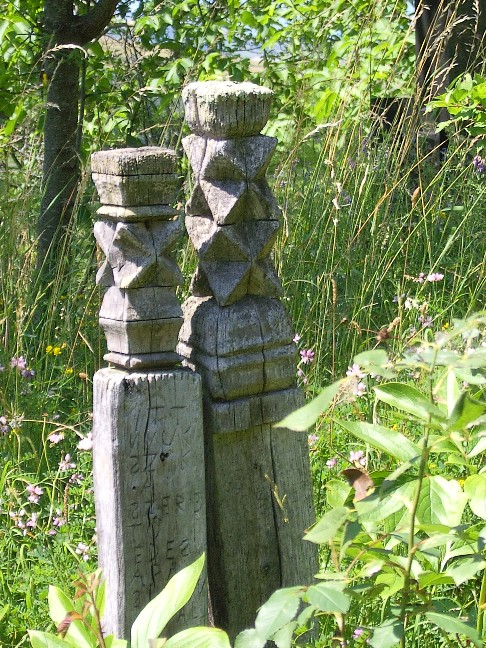
Kalotaszegi temető részlet

## Külső hivatkozások
- Kalotaszeg honlapja
- Virtuális Kalotaszeg honlapja - KalotaNET
- Kalotaszeg.lap.hu – Linkgyűjtemény
- Kalotaszeg településtérképe
- Kalotaszegi magyar népművészet
- Kalotaszegi népművészet, képek
- https://web.archive.org/web/20070731055414/http://www.bethlenkata.ro/link.htm
- Lap alja:a kalotaszegi viselet sajátosságai
- Virágos Kalotaszeg